# Liste des églises de l'Orne
La liste des églises de l'Orne vise à situer les églises du département français de l'Orne. Il est fait état des diverses protections dont elles peuvent bénéficier, et notamment les inscriptions et classements au titre des monuments historiques.

## Rattachement diocésain des églises catholiques
En ce qui concerne le culte catholique, les églises sont situées dans le diocèse de Séez.

## Statistiques

### Nombres
Le département de l'Orne comprend 385 communes au 1er janvier 2023.
Depuis 2022, le diocèse de Séez compte 35 paroisses.

## Liste des églises catholiques classées par commune par ordre alphabétique
Le classement ci-après se fait par commune selon l'ordre alphabétique.
| Église                                                                                   | Commune                          | Adresse | Coordonnées                        | Notice         | Protection                                                                                       | Date        | Illustration                                                          |
| ---------------------------------------------------------------------------------------- | -------------------------------- | ------- | ---------------------------------- | -------------- | ------------------------------------------------------------------------------------------------ | ----------- | --------------------------------------------------------------------- |
| Basilique Notre-Dame d'Alençon                                                           | Alençon                          |         | 48° 25′ 48″ nord, 0° 05′ 19″ est   | « PA00110692 » | Classé MH                                                                                        | 1862        | Basilique Notre-Dame d'Alençon                                        |
| Église Saint-Pierre d'Alençon                                                            | Alençon                          |         | 48° 25′ 31″ nord, 0° 05′ 23″ est   | « PA61000043 » | Inscrit MH                                                                                       | 2006        | Église Saint-Pierre d'Alençon                                         |
| Église du Christ-Roi de Courteille                                                       | Alençon                          |         | 48° 26′ 15″ nord, 0° 07′ 04″ est   |                |                                                                                                  |             | Image manquante Téléverser                                            |
| Église Saint-Roch de Courteille                                                          | Alençon                          |         | 48° 26′ 15″ nord, 0° 07′ 04″ est   |                |                                                                                                  |             | Image manquante Téléverser                                            |
| Église Saint-Léonard-et-Saint-Pierre d'Alençon                                           | Alençon                          |         | 48° 25′ 40″ nord, 0° 05′ 04″ est   |                |                                                                                                  |             | Église Saint-Léonard-et-Saint-Pierre d'Alençon                        |
| Église Sainte-Opportune d'Almenêches                                                     | Almenêches                       |         | 48° 41′ 51″ nord, 0° 06′ 39″ est   |                |                                                                                                  |             | Église Sainte-Opportune d'Almenêches                                  |
| Église Saint-Germain d'Appenai-sous-Bellême                                              | Appenai-sous-Bellême             |         | 48° 20′ 41″ nord, 0° 33′ 31″ est   | « IA00001462 » |                                                                                                  |             | Église Saint-Germain d'Appenai-sous-Bellême                           |
| Église Saint-Germain d'Argentan                                                          | Argentan                         |         | 48° 44′ 40″ nord, 0° 01′ 10″ ouest | « PA00110719 » | Classé MH                                                                                        | 1886        | Église Saint-Germain d'Argentan                                       |
| Église Saint-Martin d'Argentan                                                           | Argentan                         |         | 48° 44′ 47″ nord, 0° 01′ 23″ ouest | « PA00110720 » | Classé MH                                                                                        | 1862        | Église Saint-Martin d'Argentan                                        |
| Église Notre-Dame-de-l'Assomption de Coulandon                                           | Argentan                         |         | 48° 43′ 51″ nord, 0° 00′ 36″ ouest |                |                                                                                                  |             | Église Notre-Dame-de-l'Assomption de Coulandon                        |
| Église Saint-Michel d'Argentan                                                           | Argentan                         |         | 48° 44′ 50″ nord, 0° 00′ 37″ ouest | « EA61000005 » |                                                                                                  |             | Image manquante Téléverser                                            |
| Église Saint-Martin de Saint-Martin-des-Champs                                           | Argentan                         |         | 48° 43′ 03″ nord, 0° 00′ 15″ ouest |                |                                                                                                  |             | Église Saint-Martin de Saint-Martin-des-Champs                        |
| Église Saint-Pierre-et-Saint-Paul de Bréel                                               | Athis-Val de Rouvre              |         | 48° 48′ 48″ nord, 0° 23′ 31″ ouest | « PA00110754 » | Inscrit MH                                                                                       | 1926        | Église Saint-Pierre-et-Saint-Paul de Bréel                            |
| Église Saint-Vigor d'Athis-de-l'Orne                                                     | Athis-Val de Rouvre              |         | 48° 48′ 41″ nord, 0° 29′ 55″ ouest | « PA61000045 » | Inscrit MH                                                                                       | 2006        | Église Saint-Vigor d'Athis-de-l'Orne                                  |
| Église Notre-Dame de Notre-Dame-du-Rocher                                                | Athis-Val de Rouvre              |         | 48° 47′ 39″ nord, 0° 24′ 23″ ouest |                |                                                                                                  |             | Église Notre-Dame de Notre-Dame-du-Rocher                             |
| Église Notre-Dame de Ségrie-Fontaine                                                     | Athis-Val de Rouvre              |         | 48° 49′ 32″ nord, 0° 24′ 30″ ouest |                |                                                                                                  |             | Église Notre-Dame de Ségrie-Fontaine                                  |
| Basilique Notre-Dame-de-Recouvrance des Tourailles                                       | Athis-Val de Rouvre              |         | 48° 45′ 20″ nord, 0° 24′ 00″ ouest |                |                                                                                                  |             | Basilique Notre-Dame-de-Recouvrance des Tourailles                    |
| Église Saint-Hilaire de Ronfeugerai                                                      | Athis-Val de Rouvre              |         | 48° 46′ 54″ nord, 0° 28′ 35″ ouest |                |                                                                                                  |             | Église Saint-Hilaire de Ronfeugerai                                   |
| Église Saint-Laurent de Taillebois                                                       | Athis-Val de Rouvre              |         | 48° 48′ 09″ nord, 0° 25′ 38″ ouest |                |                                                                                                  |             | Église Saint-Laurent de Taillebois                                    |
| Église Saint-Pierre de La Carneille                                                      | Athis-Val de Rouvre              |         | 48° 46′ 41″ nord, 0° 26′ 44″ ouest |                |                                                                                                  |             | Église Saint-Pierre de La Carneille                                   |
| Église Notre-Dame d'Aube                                                                 | Aube                             |         | 48° 44′ 24″ nord, 0° 32′ 48″ est   |                |                                                                                                  |             | Église Notre-Dame d'Aube                                              |
| Église Saint-Germain d'Aubry-le-Panthou                                                  | Aubry-le-Panthou                 |         | 48° 51′ 10″ nord, 0° 13′ 54″ est   |                |                                                                                                  |             | Église Saint-Germain d'Aubry-le-Panthou                               |
| Église Saint-Cénéri d'Aubusson                                                           | Aubusson                         |         | 48° 47′ 03″ nord, 0° 33′ 07″ ouest |                |                                                                                                  |             | Église Saint-Cénéri d'Aubusson                                        |
| Église Saint-Médard d'Auguaise                                                           | Auguaise                         |         | 48° 42′ 03″ nord, 0° 33′ 14″ est   |                |                                                                                                  |             | Église Saint-Médard d'Auguaise                                        |
| Église Notre-Dame d'Aunay-les-Bois                                                       | Aunay-les-Bois                   |         | 48° 32′ 25″ nord, 0° 17′ 01″ est   |                |                                                                                                  |             | Église Notre-Dame d'Aunay-les-Bois                                    |
| Église Saint-Cyr-et-Sainte-Julitte d'Aunou-le-Faucon                                     | Aunou-le-Faucon                  |         | 48° 43′ 44″ nord, 0° 02′ 37″ est   |                |                                                                                                  |             | Église Saint-Cyr-et-Sainte-Julitte d'Aunou-le-Faucon                  |
| Église Sainte-Eulalie d'Aunou-sur-Orne                                                   | Aunou-sur-Orne                   |         | 48° 36′ 41″ nord, 0° 13′ 49″ est   |                |                                                                                                  |             | Église Sainte-Eulalie d'Aunou-sur-Orne                                |
| Église Saint-Cyr-et-Sainte-Julitte de Saint-Cyr-d'Estrancourt                            | Avernes-Saint-Gourgon            |         | 48° 55′ 37″ nord, 0° 20′ 44″ est   | « PA61000013 » | Inscrit MH                                                                                       | 1998        | Église Saint-Cyr-et-Sainte-Julitte de Saint-Cyr-d'Estrancourt         |
| Église Saint-Gourgon d'Avernes-Saint-Gourgon                                             | Avernes-Saint-Gourgon            |         | 48° 56′ 22″ nord, 0° 19′ 13″ est   | « PA61000046 » | Inscrit MH                                                                                       | 2006        | Église Saint-Gourgon d'Avernes-Saint-Gourgon                          |
| Église Saint-Aignan d'Avoine                                                             | Avoine                           |         | 48° 40′ 17″ nord, 0° 05′ 39″ ouest |                |                                                                                                  |             | Église Saint-Aignan d'Avoine                                          |
| Église Saint-Martin d'Avrilly                                                            | Avrilly                          |         | 48° 32′ 19″ nord, 0° 36′ 50″ ouest |                |                                                                                                  |             | Église Saint-Martin d'Avrilly                                         |
| Église du Sacré-Cœur de Bagnoles-de-l'Orne                                               | Bagnoles de l'Orne Normandie     |         | 48° 33′ 20″ nord, 0° 24′ 50″ ouest | « IA61000024 » |                                                                                                  |             | Église du Sacré-Cœur de Bagnoles-de-l'Orne                            |
| Église Sainte-Madeleine de Tessé-la-Madeleine                                            | Bagnoles de l'Orne Normandie     |         | 48° 32′ 58″ nord, 0° 25′ 31″ ouest |                |                                                                                                  |             | Église Sainte-Madeleine de Tessé-la-Madeleine                         |
| Église Saint-Michel de Saint-Michel-des-Andaines                                         | Bagnoles de l'Orne Normandie     |         | 48° 34′ 47″ nord, 0° 24′ 57″ ouest |                |                                                                                                  |             | Église Saint-Michel de Saint-Michel-des-Andaines                      |
| Église Saint-Martin de Bailleul                                                          | Bailleul                         |         | 48° 48′ 07″ nord, 0° 00′ 12″ ouest | « IA00001304 » |                                                                                                  |             | Église Saint-Martin de Bailleul                                       |
| Église Notre-Dame-de-l'Immaculée-Conception-et-Saint-Ernier de Banvou                    | Banvou                           |         | 48° 39′ 54″ nord, 0° 33′ 07″ ouest |                |                                                                                                  |             | Église Notre-Dame-de-l'Immaculée-Conception-et-Saint-Ernier de Banvou |
| Église Notre-Dame-de-la-Nativité de Barville                                             | Barville                         |         | 48° 28′ 58″ nord, 0° 20′ 24″ est   |                |                                                                                                  |             | Église Notre-Dame-de-la-Nativité de Barville                          |
| Église Saint-Pierre de Bazoches-au-Houlme                                                | Bazoches-au-Houlme               |         | 48° 49′ 00″ nord, 0° 14′ 21″ ouest |                |                                                                                                  |             | Église Saint-Pierre de Bazoches-au-Houlme                             |
| Église Saint-Pierre de Bazoches-sur-Hoëne                                                | Bazoches-sur-Hoëne               |         | 48° 33′ 12″ nord, 0° 28′ 16″ est   |                |                                                                                                  |             | Église Saint-Pierre de Bazoches-sur-Hoëne                             |
| Église Saint-Roch de Beaufai                                                             | Beaufai                          |         | 48° 44′ 58″ nord, 0° 30′ 54″ est   |                |                                                                                                  |             | Église Saint-Roch de Beaufai                                          |
| Église Notre-Dame-de-l'Assomption de Beaulieu                                            | Beaulieu                         |         | 48° 40′ 49″ nord, 0° 44′ 35″ est   |                |                                                                                                  |             | Église Notre-Dame-de-l'Assomption de Beaulieu                         |
| Église Notre-Dame de Beauvain                                                            | Beauvain                         |         | 48° 36′ 25″ nord, 0° 18′ 27″ ouest |                |                                                                                                  |             | Église Notre-Dame de Beauvain                                         |
| Église Saint-Latuin de Cléray                                                            | Belfonds                         |         | 48° 37′ 25″ nord, 0° 05′ 53″ est   | « PA00110980 » | Inscrit MH                                                                                       | 1990        | Église Saint-Latuin de Cléray                                         |
| Église Notre-Dame-de-l'Assomption de Belfonds                                            | Belfonds                         |         | 48° 36′ 41″ nord, 0° 07′ 05″ est   |                |                                                                                                  |             | Église Notre-Dame-de-l'Assomption de Belfonds                         |
| Église Notre-Dame-du-Rosaire de La Perrière                                              | Belforêt-en-Perche               |         | 48° 23′ 22″ nord, 0° 26′ 22″ est   |                |                                                                                                  |             | Église Notre-Dame-du-Rosaire de La Perrière                           |
| Église Saint-Germain-d'Auxerre d'Origny-le-Butin                                         | Belforêt-en-Perche               |         | 48° 22′ 17″ nord, 0° 28′ 04″ est   | « IA00001519 » |                                                                                                  |             | Église Saint-Germain-d'Auxerre d'Origny-le-Butin                      |
| Église Saint-Latuin du Gué-de-la-Chaîne                                                  | Belforêt-en-Perche               |         | 48° 22′ 30″ nord, 0° 31′ 25″ est   | « IA00001503 » |                                                                                                  |             | Église Saint-Latuin du Gué-de-la-Chaîne                               |
| Église Saint-Ouen de Saint-Ouen-de-la-Cour                                               | Belforêt-en-Perche               |         | 48° 24′ 48″ nord, 0° 35′ 17″ est   | « IA00001545 » |                                                                                                  |             | Église Saint-Ouen de Saint-Ouen-de-la-Cour                            |
| Église Saint-Pierre-et-Saint-Paul d'Eperrais                                             | Belforêt-en-Perche               |         | 48° 25′ 22″ nord, 0° 33′ 00″ est   |                |                                                                                                  |             | Église Saint-Pierre-et-Saint-Paul d'Eperrais                          |
| Église Saint-Remi de Sérigny                                                             | Belforêt-en-Perche               |         | 48° 22′ 18″ nord, 0° 34′ 34″ est   | « IA00001550 » |                                                                                                  |             | Église Saint-Remi de Sérigny                                          |
| Église Notre-Dame de Bellavilliers                                                       | Bellavilliers                    |         | 48° 25′ 23″ nord, 0° 29′ 48″ est   |                |                                                                                                  |             | Église Notre-Dame de Bellavilliers                                    |
| Église Notre-Dame de Bellou-en-Houlme                                                    | Bellou-en-Houlme                 |         | 48° 41′ 26″ nord, 0° 26′ 32″ ouest |                |                                                                                                  |             | Église Notre-Dame de Bellou-en-Houlme                                 |
| Église Notre-Dame de Bellou-le-Trichard                                                  | Bellou-le-Trichard               |         | 48° 16′ 05″ nord, 0° 32′ 49″ est   |                |                                                                                                  |             | Église Notre-Dame de Bellou-le-Trichard                               |
| Église Saint-Sauveur de Bellême                                                          | Bellême                          |         | 48° 22′ 36″ nord, 0° 33′ 37″ est   | « PA00110741 » | Inscrit MH                                                                                       | 1987        | Église Saint-Sauveur de Bellême                                       |
| Église Saint-Martin de Berd'huis                                                         | Berd'huis                        |         | 48° 20′ 43″ nord, 0° 44′ 49″ est   |                |                                                                                                  |             | Église Saint-Martin de Berd'huis                                      |
| Église Notre-Dame de Berjou                                                              | Berjou                           |         | 48° 51′ 01″ nord, 0° 28′ 50″ ouest |                |                                                                                                  |             | Église Notre-Dame de Berjou                                           |
| Église Saint-Germain-de-Paris de Bizou                                                   | Bizou                            |         | 48° 29′ 48″ nord, 0° 45′ 00″ est   |                |                                                                                                  |             | Église Saint-Germain-de-Paris de Bizou                                |
| Église Saint-Christophe de Boischampré                                                   | Boischampré                      |         | 48° 39′ 55″ nord, 0° 00′ 19″ est   |                |                                                                                                  |             | Image manquante Téléverser                                            |
| Église Saint-Loyer de Saint-Loyer-des-Champs                                             | Boischampré                      |         | 48° 42′ 05″ nord, 0° 01′ 09″ est   |                |                                                                                                  |             | Église Saint-Loyer de Saint-Loyer-des-Champs                          |
| Église Saint-Martin de Vrigny                                                            | Boischampré                      |         | 48° 40′ 15″ nord, 0° 01′ 09″ ouest |                |                                                                                                  |             | Église Saint-Martin de Vrigny                                         |
| Église Saint-Ouen de Marcei                                                              | Boischampré                      |         | 48° 39′ 47″ nord, 0° 02′ 38″ est   |                |                                                                                                  |             | Image manquante Téléverser                                            |
| Église Notre-Dame de Boissei-la-Lande                                                    | Boissei-la-Lande                 |         | 48° 40′ 56″ nord, 0° 03′ 47″ est   | « PA00110746 » | Inscrit MH                                                                                       | 1986        | Église Notre-Dame de Boissei-la-Lande                                 |
| Église Saint-Martin de Boitron                                                           | Boitron                          |         | 48° 33′ 35″ nord, 0° 15′ 46″ est   |                |                                                                                                  |             | Église Saint-Martin de Boitron                                        |
| Église Saint-Pierre de Bonnefoi                                                          | Bonnefoi                         |         | 48° 40′ 16″ nord, 0° 34′ 15″ est   |                |                                                                                                  |             | Église Saint-Pierre de Bonnefoi                                       |
| Église Notre-Dame-de-l'Assomption de Bonsmoulins                                         | Bonsmoulins                      |         | 48° 39′ 03″ nord, 0° 32′ 05″ est   |                |                                                                                                  |             | Église Notre-Dame-de-l'Assomption de Bonsmoulins                      |
| Église Saint-Pierre de Boucé                                                             | Boucé                            |         | 48° 38′ 48″ nord, 0° 05′ 25″ ouest |                |                                                                                                  |             | Église Saint-Pierre de Boucé                                          |
| Église Saint-Aubin de Boëcé                                                              | Boëcé                            |         | 48° 30′ 55″ nord, 0° 27′ 22″ est   |                |                                                                                                  |             | Église Saint-Aubin de Boëcé                                           |
| Église Saint-Pierre de Bretoncelles                                                      | Bretoncelles                     |         | 48° 25′ 52″ nord, 0° 53′ 12″ est   |                |                                                                                                  |             | Église Saint-Pierre de Bretoncelles                                   |
| Église Notre-Dame de Brieux                                                              | Brieux                           |         | 48° 50′ 19″ nord, 0° 05′ 00″ ouest | « IA00001308 » |                                                                                                  |             | Église Notre-Dame de Brieux                                           |
| Église Saint-Gervais-et-Saint-Protais de Briouze                                         | Briouze                          |         | 48° 42′ 18″ nord, 0° 22′ 11″ ouest |                |                                                                                                  |             | Église Saint-Gervais-et-Saint-Protais de Briouze                      |
| Église Saint-Victor de Brullemail                                                        | Brullemail                       |         | 48° 39′ 26″ nord, 0° 19′ 39″ est   |                |                                                                                                  |             | Église Saint-Victor de Brullemail                                     |
| Église Saint-Aubin de Bures                                                              | Bures                            |         | 48° 33′ 50″ nord, 0° 23′ 58″ est   |                |                                                                                                  |             | Église Saint-Aubin de Bures                                           |
| Église Saint-Denis de Bursard                                                            | Bursard                          |         | 48° 32′ 25″ nord, 0° 12′ 40″ est   |                |                                                                                                  |             | Église Saint-Denis de Bursard                                         |
| Église Notre-Dame de Buré                                                                | Buré                             |         | 48° 31′ 03″ nord, 0° 24′ 23″ est   |                |                                                                                                  |             | Église Notre-Dame de Buré                                             |
| Église Saint-Pierre de Cahan                                                             | Cahan                            |         | 48° 51′ 35″ nord, 0° 26′ 38″ ouest |                |                                                                                                  |             | Église Saint-Pierre de Cahan                                          |
| Église Saint-Éloi de Caligny                                                             | Caligny                          |         | 48° 48′ 29″ nord, 0° 35′ 41″ ouest |                |                                                                                                  |             | Église Saint-Éloi de Caligny                                          |
| Église Notre-Dame de Camembert                                                           | Camembert                        |         | 48° 53′ 36″ nord, 0° 10′ 38″ est   |                |                                                                                                  |             | Église Notre-Dame de Camembert                                        |
| Église Saint-Aubin de Canapville                                                         | Canapville                       |         | 48° 56′ 51″ nord, 0° 16′ 18″ est   | « IA00120140 » |                                                                                                  |             | Église Saint-Aubin de Canapville                                      |
| Église Notre-Dame-de-l'Assomption de Carrouges                                           | Carrouges                        |         | 48° 34′ 01″ nord, 0° 08′ 48″ ouest |                |                                                                                                  |             | Église Notre-Dame-de-l'Assomption de Carrouges                        |
| Église Saint-Ernier de Ceaucé                                                            | Ceaucé                           |         | 48° 29′ 39″ nord, 0° 37′ 27″ ouest |                |                                                                                                  |             | Église Saint-Ernier de Ceaucé                                         |
| Église Saint-Jean-Baptiste de Cerisy-Belle-Étoile                                        | Cerisy-Belle-Étoile              |         | 48° 47′ 51″ nord, 0° 37′ 30″ ouest |                |                                                                                                  |             | Église Saint-Jean-Baptiste de Cerisy-Belle-Étoile                     |
| Église Saint-Germain de Cerisé                                                           | Cerisé                           |         | 48° 26′ 35″ nord, 0° 07′ 46″ est   | « PA61000021 » | Classé MH                                                                                        | 2001        | Église Saint-Germain de Cerisé                                        |
| Église Saint-Pierre-ès-Liens de Ceton                                                    | Ceton                            |         | 48° 13′ 30″ nord, 0° 44′ 50″ est   | « PA00110763 » | Classé MH                                                                                        | 1974        | Église Saint-Pierre-ès-Liens de Ceton                                 |
| Église Saint-Pierre de Chahains                                                          | Chahains                         |         | 48° 33′ 45″ nord, 0° 06′ 51″ ouest |                |                                                                                                  |             | Église Saint-Pierre de Chahains                                       |
| Église Saint-Paterne de Montrond                                                         | Chailloué                        |         | 48° 39′ 28″ nord, 0° 15′ 03″ est   | « PA00110874 » | Inscrit MH                                                                                       | 1979        | Église Saint-Paterne de Montrond                                      |
| Église Sainte-Honorine de Chailloué                                                      | Chailloué                        |         | 48° 39′ 02″ nord, 0° 11′ 50″ est   |                |                                                                                                  |             | Image manquante Téléverser                                            |
| Église Saint-Pierre de Marmouillé                                                        | Chailloué                        |         | 48° 40′ 20″ nord, 0° 12′ 16″ est   |                |                                                                                                  |             | Image manquante Téléverser                                            |
| Église Saint-Remi de Neuville-près-Sées                                                  | Chailloué                        |         | 48° 38′ 50″ nord, 0° 13′ 29″ est   |                |                                                                                                  |             | Image manquante Téléverser                                            |
| Église Saint-Martin de Champ-Haut                                                        | Champ-Haut                       |         | 48° 43′ 29″ nord, 0° 19′ 26″ est   | « IA00134735 » |                                                                                                  |             | Église Saint-Martin de Champ-Haut                                     |
| Église Saint-Céneri de Champcerie                                                        | Champcerie                       |         | 48° 47′ 54″ nord, 0° 13′ 30″ ouest |                |                                                                                                  |             | Église Saint-Céneri de Champcerie                                     |
| Église Saint-Gilles de Champeaux-sur-Sarthe                                              | Champeaux-sur-Sarthe             |         | 48° 34′ 38″ nord, 0° 26′ 30″ est   |                |                                                                                                  |             | Église Saint-Gilles de Champeaux-sur-Sarthe                           |
| Église Sainte-Thérèse de la Bruyère Fresnay                                              | Champosoult                      |         | 48° 51′ 57″ nord, 0° 11′ 00″ est   |                |                                                                                                  |             | Image manquante Téléverser                                            |
| Église Saint-Pierre de Champosoult                                                       | Champosoult                      |         | 48° 52′ 12″ nord, 0° 10′ 14″ est   | « IA00120055 » |                                                                                                  |             | Église Saint-Pierre de Champosoult                                    |
| Église Notre-Dame de Champsecret                                                         | Champsecret                      |         | 48° 36′ 32″ nord, 0° 33′ 02″ ouest | « PA00110770 » | Inscrit MH                                                                                       | 1984        | Église Notre-Dame de Champsecret                                      |
| Église Notre-Dame-de-l'Assomption de Chandai                                             | Chandai                          |         | 48° 45′ 14″ nord, 0° 44′ 20″ est   |                |                                                                                                  |             | Église Notre-Dame-de-l'Assomption de Chandai                          |
| Église Saint-Martin de Chanu                                                             | Chanu                            |         | 48° 43′ 45″ nord, 0° 40′ 42″ ouest |                |                                                                                                  |             | Église Saint-Martin de Chanu                                          |
| Église Saint-Firmin de Normandel                                                         | Charencey                        |         | 48° 38′ 49″ nord, 0° 42′ 55″ est   |                |                                                                                                  |             | Église Saint-Firmin de Normandel                                      |
| Église Notre-Dame-de-l'Assomption de Moussonvilliers                                     | Charencey                        |         | 48° 38′ 13″ nord, 0° 47′ 39″ est   |                |                                                                                                  |             | Église Notre-Dame-de-l'Assomption de Moussonvilliers                  |
| Église Saint-Maurice de Saint-Maurice-lès-Charencey                                      | Charencey                        |         | 48° 38′ 52″ nord, 0° 45′ 23″ est   |                |                                                                                                  |             | Église Saint-Maurice de Saint-Maurice-lès-Charencey                   |
| Église Saint-Pierre de Chaumont                                                          | Chaumont                         |         | 48° 50′ 05″ nord, 0° 19′ 31″ est   |                |                                                                                                  |             | Église Saint-Pierre de Chaumont                                       |
| Église Saint-Germain de Chemilli                                                         | Chemilli                         |         | 48° 21′ 50″ nord, 0° 26′ 38″ est   |                |                                                                                                  |             | Église Saint-Germain de Chemilli                                      |
| Église Saint-Pierre de Ciral                                                             | Ciral                            |         | 48° 29′ 40″ nord, 0° 08′ 16″ ouest |                |                                                                                                  |             | Église Saint-Pierre de Ciral                                          |
| Église Notre-Dame-de-l'Assomption de Cisai-Saint-Aubin                                   | Cisai-Saint-Aubin                |         | 48° 46′ 32″ nord, 0° 20′ 31″ est   |                |                                                                                                  |             | Image manquante Téléverser                                            |
| Église Saint-Rigomer de Colombiers                                                       | Colombiers                       |         | 48° 28′ 10″ nord, 0° 03′ 10″ est   |                |                                                                                                  |             | Église Saint-Rigomer de Colombiers                                    |
| Église Saint-Hilaire de Comblot                                                          | Comblot                          |         | 48° 27′ 40″ nord, 0° 35′ 37″ est   |                |                                                                                                  |             | Église Saint-Hilaire de Comblot                                       |
| Église Saint-Pierre de Commeaux                                                          | Commeaux                         |         | 48° 47′ 12″ nord, 0° 06′ 45″ ouest |                |                                                                                                  |             | Église Saint-Pierre de Commeaux                                       |
| Église Notre-Dame de Brévaux                                                             | Commeaux                         |         | 48° 47′ 24″ nord, 0° 05′ 24″ ouest |                |                                                                                                  |             | Image manquante Téléverser                                            |
| Église Saint-Martin de Condé-sur-Sarthe                                                  | Condé-sur-Sarthe                 |         | 48° 25′ 55″ nord, 0° 02′ 03″ est   |                |                                                                                                  |             | Église Saint-Martin de Condé-sur-Sarthe                               |
| Église Saint-Martin de Corbon                                                            | Corbon                           |         | 48° 27′ 14″ nord, 0° 37′ 37″ est   |                |                                                                                                  |             | Église Saint-Martin de Corbon                                         |
| Église Saint-Pierre de Coudehard                                                         | Coudehard                        |         | 48° 50′ 28″ nord, 0° 08′ 19″ est   |                |                                                                                                  |             | Église Saint-Pierre de Coudehard                                      |
| Église Saint-Pierre de Coulimer                                                          | Coulimer                         |         | 48° 28′ 34″ nord, 0° 27′ 55″ est   |                |                                                                                                  |             | Église Saint-Pierre de Coulimer                                       |
| Église Saint-Martin de Coulmer                                                           | Coulmer                          |         | 48° 46′ 28″ nord, 0° 17′ 47″ est   |                |                                                                                                  |             | Église Saint-Martin de Coulmer                                        |
| Église Saint-Paterne de Coulonces                                                        | Coulonces                        |         | 48° 50′ 09″ nord, 0° 00′ 27″ est   | « IA00001335 » |                                                                                                  |             | Église Saint-Paterne de Coulonces                                     |
| Église Saint-Germain de Coulonges-sur-Sarthe                                             | Coulonges-sur-Sarthe             |         | 48° 31′ 53″ nord, 0° 24′ 02″ est   |                |                                                                                                  |             | Église Saint-Germain de Coulonges-sur-Sarthe                          |
| Église Saint-Germain-de-Paris de Boissy-Maugis                                           | Cour-Maugis sur Huisne           |         | 48° 26′ 31″ nord, 0° 41′ 58″ est   |                |                                                                                                  |             | Église Saint-Germain-de-Paris de Boissy-Maugis                        |
| Église Saint-Maurice de Saint-Maurice-sur-Huisne                                         | Cour-Maugis sur Huisne           |         | 48° 26′ 31″ nord, 0° 41′ 58″ est   |                |                                                                                                  |             | Église Saint-Maurice de Saint-Maurice-sur-Huisne                      |
| Église Saint-Nicolas de Maison-Maugis                                                    | Cour-Maugis sur Huisne           |         | 48° 27′ 05″ nord, 0° 42′ 13″ est   |                |                                                                                                  |             | Église Saint-Nicolas de Maison-Maugis                                 |
| Église Saint-Pierre de Courcerault                                                       | Cour-Maugis sur Huisne           |         | 48° 26′ 13″ nord, 0° 39′ 32″ est   |                |                                                                                                  |             | Église Saint-Pierre de Courcerault                                    |
| Église Notre-Dame de Courgeon                                                            | Courgeon                         |         | 48° 28′ 45″ nord, 0° 36′ 47″ est   | « PA00110786 » | Classé MH Clocher ; Inscrit MH Eglise, sauf clocher classé                                       | 1909 ; 1926 | Église Notre-Dame de Courgeon                                         |
| Église Saint-Lomer de Courgeoût                                                          | Courgeoût                        |         | 48° 30′ 29″ nord, 0° 29′ 20″ est   |                |                                                                                                  |             | Église Saint-Lomer de Courgeoût                                       |
| Église Saint-Étienne-et-Saint-Lomer de Courtomer                                         | Courtomer                        |         | 48° 37′ 43″ nord, 0° 21′ 17″ est   |                |                                                                                                  |             | Église Saint-Étienne-et-Saint-Lomer de Courtomer                      |
| Église Saint-Laurent de Craménil                                                         | Craménil                         |         | 48° 44′ 40″ nord, 0° 22′ 41″ ouest |                |                                                                                                  |             | Image manquante Téléverser                                            |
| Église Saint-Marcel de Croisilles                                                        | Croisilles                       |         | 48° 46′ 06″ nord, 0° 15′ 47″ est   |                |                                                                                                  |             | Église Saint-Marcel de Croisilles                                     |
| Église Saint-Michel de Crouttes                                                          | Crouttes                         |         | 48° 55′ 26″ nord, 0° 08′ 16″ est   | « IA00120100 » |                                                                                                  |             | Église Saint-Michel de Crouttes                                       |
| Église Saint-Martin de Crulai                                                            | Crulai                           |         | 48° 42′ 17″ nord, 0° 40′ 00″ est   |                |                                                                                                  |             | Église Saint-Martin de Crulai                                         |
| Église Saint-Sulpice de Cuissai                                                          | Cuissai                          |         | 48° 28′ 12″ nord, 0° 00′ 58″ est   |                |                                                                                                  |             | Église Saint-Sulpice de Cuissai                                       |
| Église Notre-Dame de Dame-Marie                                                          | Dame-Marie                       |         | 48° 21′ 17″ nord, 0° 36′ 57″ est   |                |                                                                                                  |             | Église Notre-Dame de Dame-Marie                                       |
| Église Saint-Germain de Damigny                                                          | Damigny                          |         | 48° 27′ 03″ nord, 0° 04′ 23″ est   |                |                                                                                                  |             | Église Saint-Germain de Damigny                                       |
| Église Notre-Dame-sur-l'Eau                                                              | Domfront en Poiraie              |         | 48° 35′ 26″ nord, 0° 39′ 28″ ouest | « PA00110792 » | Classé MH                                                                                        | 1840        | Église Notre-Dame-sur-l'Eau                                           |
| Église Saint-Julien de Domfront                                                          | Domfront en Poiraie              |         | 48° 35′ 36″ nord, 0° 38′ 52″ ouest | « PA00125312 » | Classé MH                                                                                        | 1993        | Église Saint-Julien de Domfront                                       |
| Église Saint-Front de Domfront                                                           | Domfront en Poiraie              |         | 48° 35′ 02″ nord, 0° 37′ 57″ ouest |                |                                                                                                  |             | Église Saint-Front de Domfront                                        |
| Église Notre-Dame de La Haute-Chapelle                                                   | Domfront en Poiraie              |         | 48° 36′ 18″ nord, 0° 40′ 13″ ouest |                |                                                                                                  |             | Église Notre-Dame de La Haute-Chapelle                                |
| Église Notre-Dame de Rouellé                                                             | Domfront en Poiraie              |         | 48° 36′ 03″ nord, 0° 43′ 37″ ouest |                |                                                                                                  |             | Église Notre-Dame de Rouellé                                          |
| Église Saint-Pierre de Dompierre                                                         | Dompierre                        |         | 48° 37′ 56″ nord, 0° 33′ 03″ ouest |                |                                                                                                  |             | Église Saint-Pierre de Dompierre                                      |
| Église Notre-Dame de Durcet                                                              | Durcet                           |         | 48° 44′ 50″ nord, 0° 26′ 10″ ouest |                |                                                                                                  |             | Église Notre-Dame de Durcet                                           |
| Église Saint-Pierre-et-Saint-Paul d'Essay                                                | Essay                            |         | 48° 32′ 31″ nord, 0° 14′ 36″ est   |                |                                                                                                  |             | Église Saint-Pierre-et-Saint-Paul d'Essay                             |
| Église Saint-Pierre de Faverolles                                                        | Faverolles                       |         | 48° 40′ 05″ nord, 0° 17′ 53″ ouest |                |                                                                                                  |             | Église Saint-Pierre de Faverolles                                     |
| Église Saint-Martin de Fay                                                               | Fay                              |         | 48° 39′ 32″ nord, 0° 24′ 32″ est   |                |                                                                                                  |             | Église Saint-Martin de Fay                                            |
| Église Saint-Gervais-et-Saint-Protais de Feings                                          | Feings                           |         | 48° 32′ 45″ nord, 0° 38′ 01″ est   |                |                                                                                                  |             | Église Saint-Gervais-et-Saint-Protais de Feings                       |
| Église Saint-Agnan de Ferrières-la-Verrerie                                              | Ferrières-la-Verrerie            |         | 48° 39′ 05″ nord, 0° 22′ 38″ est   |                |                                                                                                  |             | Église Saint-Agnan de Ferrières-la-Verrerie                           |
| Église Saint-Jean de Flers                                                               | Flers                            |         | 48° 45′ 04″ nord, 0° 33′ 46″ ouest |                |                                                                                                  |             | Église Saint-Jean de Flers                                            |
| Église Saint-Germain de Flers                                                            | Flers                            |         | 48° 44′ 57″ nord, 0° 34′ 14″ ouest |                |                                                                                                  |             | Église Saint-Germain de Flers                                         |
| Église Notre-Dame de Fleuré                                                              | Fleuré                           |         | 48° 41′ 22″ nord, 0° 03′ 27″ ouest |                |                                                                                                  |             | Église Notre-Dame de Fleuré                                           |
| Église Saint-Remi de Fontaine-les-Bassets                                                | Fontaine-les-Bassets             |         | 48° 51′ 17″ nord, 0° 00′ 15″ est   | « IA00001345 » |                                                                                                  |             | Église Saint-Remi de Fontaine-les-Bassets                             |
| Église Notre-Dame de Francheville                                                        | Francheville                     |         | 48° 38′ 11″ nord, 0° 03′ 24″ ouest |                |                                                                                                  |             | Église Notre-Dame de Francheville                                     |
| Église Notre-Dame de Fresnay-le-Samson                                                   | Fresnay-le-Samson                |         | 48° 53′ 00″ nord, 0° 12′ 39″ est   |                |                                                                                                  |             | Église Notre-Dame de Fresnay-le-Samson                                |
| Église Saint-Pierre de Gacé                                                              | Gacé                             |         | 48° 47′ 37″ nord, 0° 17′ 52″ est   |                |                                                                                                  |             | Image manquante Téléverser                                            |
| Église Notre-Dame de Gandelain                                                           | Gandelain                        |         | 48° 28′ 46″ nord, 0° 05′ 17″ ouest |                |                                                                                                  |             | Église Notre-Dame de Gandelain                                        |
| Église Saint-Roch de Courteilles                                                         | Giel-Courteilles                 |         | 48° 46′ 29″ nord, 0° 12′ 00″ ouest |                |                                                                                                  |             | Église Saint-Roch de Courteilles                                      |
| Église Saint-Pierre de Giel-Courteilles                                                  | Giel-Courteilles                 |         | 48° 45′ 52″ nord, 0° 11′ 50″ ouest |                |                                                                                                  |             | Église Saint-Pierre de Giel-Courteilles                               |
| Église Saint-Denis de Ginai                                                              | Ginai                            |         | 48° 44′ 49″ nord, 0° 13′ 03″ est   |                |                                                                                                  |             | Église Saint-Denis de Ginai                                           |
| Église Saint-Georges de Godisson                                                         | Godisson                         |         | 48° 40′ 47″ nord, 0° 15′ 12″ est   |                |                                                                                                  |             | Église Saint-Georges de Godisson                                      |
| Église Saint-André d'Exmes                                                               | Gouffern en Auge                 |         | 48° 45′ 36″ nord, 0° 10′ 38″ est   | « PA00110803 » | Classé MH Chœur                                                                                  | 1913        | Église Saint-André d'Exmes                                            |
| Église Saint-Martin de Chambois                                                          | Gouffern en Auge                 |         | 48° 48′ 17″ nord, 0° 06′ 20″ est   | « PA00110765 » | Classé MH                                                                                        | 1914        | Église Saint-Martin de Chambois                                       |
| Église Saint-Gilles de Fougy                                                             | Gouffern en Auge                 |         | 48° 46′ 35″ nord, 0° 06′ 09″ est   | « PA00110753 » | Inscrit MH                                                                                       | 1971        | Église Saint-Gilles de Fougy                                          |
| Église Notre-Dame-des-Douleurs de Crennes                                                | Gouffern en Auge                 |         | 48° 46′ 05″ nord, 0° 01′ 19″ est   |                |                                                                                                  |             | Église Notre-Dame-des-Douleurs de Crennes                             |
| Église Notre-Dame-de-la-Nativité d'Urou                                                  | Gouffern en Auge                 |         | 48° 44′ 48″ nord, 0° 00′ 58″ est   |                |                                                                                                  |             | Église Notre-Dame-de-la-Nativité d'Urou                               |
| Église Saint-Laurent abbatiale de l'abbaye de prémontrés Notre-Dame de Silly-en-Gouffern | Gouffern en Auge                 |         | 48° 45′ 13″ nord, 0° 04′ 16″ est   |                |                                                                                                  |             | Image manquante Téléverser                                            |
| Église Notre-Dame d'Avenelles                                                            | Gouffern en Auge                 |         | 48° 48′ 23″ nord, 0° 08′ 42″ est   |                |                                                                                                  |             | Église Notre-Dame d'Avenelles                                         |
| Église Notre-Dame de Courménil                                                           | Gouffern en Auge                 |         | 48° 46′ 39″ nord, 0° 14′ 03″ est   | « IA00001608 » |                                                                                                  |             | Église Notre-Dame de Courménil                                        |
| Église Saint-Jean d'Aubry-en-Exmes                                                       | Gouffern en Auge                 |         | 48° 47′ 33″ nord, 0° 04′ 06″ est   |                |                                                                                                  |             | Église Saint-Jean d'Aubry-en-Exmes                                    |
| Église Saint-Jean de Villebadin                                                          | Gouffern en Auge                 |         | 48° 46′ 48″ nord, 0° 09′ 21″ est   |                |                                                                                                  |             | Église Saint-Jean de Villebadin                                       |
| Église Saint-Léger d'Avernes-sous-Exmes                                                  | Gouffern en Auge                 |         | 48° 47′ 25″ nord, 0° 12′ 34″ est   |                |                                                                                                  |             | Église Saint-Léger d'Avernes-sous-Exmes                               |
| Église Saint-Léonard du Bourg-Saint-Léonard                                              | Gouffern en Auge                 |         | 48° 45′ 52″ nord, 0° 06′ 12″ est   | « IA00001593 » |                                                                                                  |             | Image manquante Téléverser                                            |
| Église Saint-Martin de Survie                                                            | Gouffern en Auge                 |         | 48° 50′ 37″ nord, 0° 11′ 57″ est   | « IA00001702 » |                                                                                                  |             | Église Saint-Martin de Survie                                         |
| Église Saint-Médard de Fel                                                               | Gouffern en Auge                 |         | 48° 47′ 56″ nord, 0° 06′ 52″ est   | « IA00001642 » |                                                                                                  |             | Église Saint-Médard de Fel                                            |
| Église Saint-Pierre de Saint-Pierre-la-Rivière                                           | Gouffern en Auge                 |         | 48° 49′ 16″ nord, 0° 11′ 56″ est   | « IA00001681 » |                                                                                                  |             | Église Saint-Pierre de Saint-Pierre-la-Rivière                        |
| Église Saint-Sauveur de La Cochère                                                       | Gouffern en Auge                 |         | 48° 43′ 22″ nord, 0° 08′ 53″ est   | « IA00001597 » |                                                                                                  |             | Église Saint-Sauveur de La Cochère                                    |
| Église Saint-Léonard du Bourg-Saint-Léonard                                              | Gouffern en Auge                 |         | 48° 46′ 00″ nord, 0° 06′ 10″ est   | « IA00001590 » |                                                                                                  |             | Image manquante Téléverser                                            |
| Église Saint-Pierre de la Roche-de-Nonant                                                | Gouffern en Auge                 |         | 48° 43′ 09″ nord, 0° 10′ 08″ est   | « IA00001602 » |                                                                                                  |             | Image manquante Téléverser                                            |
| Église Saint-Germain de Guerquesalles                                                    | Guerquesalles                    |         | 48° 54′ 18″ nord, 0° 12′ 34″ est   |                |                                                                                                  |             | Église Saint-Germain de Guerquesalles                                 |
| Église Saint-Pierre de Guêprei                                                           | Guêprei                          |         | 48° 50′ 07″ nord, 0° 00′ 29″ ouest | « IA00001353 » |                                                                                                  |             | Église Saint-Pierre de Guêprei                                        |
| Église Saint-Jean-Baptiste de Guêprei                                                    | Guêprei                          |         | 48° 50′ 07″ nord, 0° 01′ 57″ ouest | « IA00001355 » |                                                                                                  |             | Image manquante Téléverser                                            |
| Église Saint-Sulpice de Gâprée                                                           | Gâprée                           |         | 48° 37′ 19″ nord, 0° 17′ 27″ est   |                |                                                                                                  |             | Église Saint-Sulpice de Gâprée                                        |
| Église Notre-Dame-de-la-Nativité d'Habloville                                            | Habloville                       |         | 48° 47′ 04″ nord, 0° 10′ 12″ ouest | « PA00110818 » | Inscrit MH                                                                                       | 1972        | Église Notre-Dame-de-la-Nativité d'Habloville                         |
| Église Saint-Martin d'Hauterive                                                          | Hauterive                        |         | 48° 28′ 39″ nord, 0° 11′ 55″ est   |                |                                                                                                  |             | Église Saint-Martin d'Hauterive                                       |
| Église Sainte-Marie-Madeleine d'Héloup                                                   | Héloup                           |         | 48° 23′ 51″ nord, 0° 01′ 33″ est   |                |                                                                                                  |             | Église Sainte-Marie-Madeleine d'Héloup                                |
| Église Notre-Dame de Marcilly                                                            | Igé                              |         | 48° 17′ 38″ nord, 0° 32′ 33″ est   | « PA00110824 » | Inscrit MH                                                                                       | 1971        | Église Notre-Dame de Marcilly                                         |
| Église Saint-Martin d'Igé                                                                | Igé                              |         | 48° 19′ 26″ nord, 0° 31′ 19″ est   | « IA00001506 » |                                                                                                  |             | Église Saint-Martin d'Igé                                             |
| Église Saint-Pierre d'Irai                                                               | Irai                             |         | 48° 40′ 09″ nord, 0° 41′ 48″ est   |                |                                                                                                  |             | Image manquante Téléverser                                            |
| Église Saint-Jean-Baptiste de Joué-du-Bois                                               | Joué-du-Bois                     |         | 48° 34′ 54″ nord, 0° 13′ 58″ ouest |                |                                                                                                  |             | Église Saint-Jean-Baptiste de Joué-du-Bois                            |
| Église Saint-Gervais-et-Saint-Protais de Joué-du-Plain                                   | Joué-du-Plain                    |         | 48° 41′ 22″ nord, 0° 07′ 18″ ouest |                |                                                                                                  |             | Église Saint-Gervais-et-Saint-Protais de Joué-du-Plain                |
| Église Saint-Aignan de Sept-Forges                                                       | Juvigny Val d'Andaine            |         | 48° 29′ 30″ nord, 0° 32′ 17″ ouest | « PA00110950 » | Inscrit MH Clocher                                                                               | 1928        | Église Saint-Aignan de Sept-Forges                                    |
| Église Saint-Étienne de Beaulandais                                                      | Juvigny Val d'Andaine            |         | 48° 32′ 38″ nord, 0° 32′ 38″ ouest |                |                                                                                                  |             | Église Saint-Étienne de Beaulandais                                   |
| Église Saint-Denis de Saint-Denis-de-Villenette                                          | Juvigny Val d'Andaine            |         | 48° 30′ 51″ nord, 0° 32′ 26″ ouest |                |                                                                                                  |             | Église Saint-Denis de Saint-Denis-de-Villenette                       |
| Église Saint-Hermer de Juvigny Val d'Andaine                                             | Juvigny Val d'Andaine            |         | 48° 33′ 05″ nord, 0° 30′ 31″ ouest |                |                                                                                                  |             | Église Saint-Hermer de Juvigny Val d'Andaine                          |
| Église Saint-Loup-et-Saint-Gilles de Lucé                                                | Juvigny Val d'Andaine            |         | 48° 33′ 00″ nord, 0° 35′ 44″ ouest |                |                                                                                                  |             | Église Saint-Loup-et-Saint-Gilles de Lucé                             |
| Église Saint-Martin de La Baroche-sous-Lucé                                              | Juvigny Val d'Andaine            |         | 48° 32′ 32″ nord, 0° 34′ 43″ ouest |                |                                                                                                  |             | Église Saint-Martin de La Baroche-sous-Lucé                           |
| Église Saint-Maurice de Loré                                                             | Juvigny Val d'Andaine            |         | 48° 29′ 10″ nord, 0° 34′ 51″ ouest |                |                                                                                                  |             | Église Saint-Maurice de Loré                                          |
| Église Notre-Dame de Juvigny-sur-Orne                                                    | Juvigny-sur-Orne                 |         | 48° 43′ 51″ nord, 0° 01′ 20″ est   |                |                                                                                                  |             | Église Notre-Dame de Juvigny-sur-Orne                                 |
| Église Saint-Martin de L'Aigle                                                           | L'Aigle                          |         | 48° 45′ 53″ nord, 0° 37′ 38″ est   | « PA00110684 » | Classé MH Tour ; Classé MH Eglise, y compris les neuf statues extérieures de la nef latérale Sud | 1886 ; 1990 | Église Saint-Martin de L'Aigle                                        |
| Église Saint-Barthélemy de L'Aigle                                                       | L'Aigle                          |         | 48° 46′ 07″ nord, 0° 38′ 00″ est   | « PA00110682 » | Inscrit MH                                                                                       | 1966        | Église Saint-Barthélemy de L'Aigle                                    |
| Église Saint-Jean de L'Aigle                                                             | L'Aigle                          |         | 48° 45′ 51″ nord, 0° 37′ 56″ est   | « PA00110683 » | Inscrit MH                                                                                       | 1985        | Église Saint-Jean de L'Aigle                                          |
| Église Saint-Martin de L'Hôme-Chamondot                                                  | L'Hôme-Chamondot                 |         | 48° 35′ 19″ nord, 0° 42′ 48″ est   |                |                                                                                                  |             | Église Saint-Martin de L'Hôme-Chamondot                               |
| Église Notre-Dame de Fontenai-les-Louvets                                                | L'Orée-d'Écouves                 |         | 48° 31′ 28″ nord, 0° 00′ 00″ est   |                |                                                                                                  |             | Image manquante Téléverser                                            |
| Église Saint-André de Livaie                                                             | L'Orée-d'Écouves                 |         | 48° 30′ 50″ nord, 0° 01′ 54″ ouest |                |                                                                                                  |             | Église Saint-André de Livaie                                          |
| Église Saint-Didier de Saint-Didier-sous-Écouves                                         | L'Orée-d'Écouves                 |         | 48° 32′ 11″ nord, 0° 02′ 19″ ouest |                |                                                                                                  |             | Image manquante Téléverser                                            |
| Église Saint-Pierre de Longuenoë                                                         | L'Orée-d'Écouves                 |         | 48° 31′ 03″ nord, 0° 04′ 05″ ouest |                |                                                                                                  |             | Église Saint-Pierre de Longuenoë                                      |
| Église Saint-Christophe de La Bazoque                                                    | La Bazoque                       |         | 48° 47′ 42″ nord, 0° 35′ 58″ ouest |                |                                                                                                  |             | Église Saint-Christophe de La Bazoque                                 |
| Église Saint-Mélain de La Bellière                                                       | La Bellière                      |         | 48° 37′ 33″ nord, 0° 02′ 03″ ouest |                |                                                                                                  |             | Image manquante Téléverser                                            |
| Église Notre-Dame de La Chapelle-Biche                                                   | La Chapelle-Biche                |         | 48° 42′ 43″ nord, 0° 37′ 47″ ouest |                |                                                                                                  |             | Église Notre-Dame de La Chapelle-Biche                                |
| Basilique Notre-Dame de Montligeon                                                       | La Chapelle-Montligeon           |         | 48° 29′ 00″ nord, 0° 39′ 20″ est   | « PA00110773 » | Inscrit MH                                                                                       | 1978        | Basilique Notre-Dame de Montligeon                                    |
| Église Saint-Pierre de La Chapelle-Montligeon                                            | La Chapelle-Montligeon           |         | 48° 29′ 02″ nord, 0° 39′ 13″ est   |                |                                                                                                  |             | Église Saint-Pierre de La Chapelle-Montligeon                         |
| Église Saint-Pierre de La Chapelle-Souëf                                                 | La Chapelle-Souëf                |         | 48° 19′ 25″ nord, 0° 35′ 43″ est   | « IA00001493 » |                                                                                                  |             | Église Saint-Pierre de La Chapelle-Souëf                              |
| Église Saint-Pierre de La Chapelle-Viel                                                  | La Chapelle-Viel                 |         | 48° 42′ 01″ nord, 0° 37′ 11″ est   |                |                                                                                                  |             | Église Saint-Pierre de La Chapelle-Viel                               |
| Église Saint-Gerbold de La Chapelle-au-Moine                                             | La Chapelle-au-Moine             |         | 48° 42′ 27″ nord, 0° 35′ 01″ ouest |                |                                                                                                  |             | Église Saint-Gerbold de La Chapelle-au-Moine                          |
| Église Saint-Pierre de La Chapelle-près-Sées                                             | La Chapelle-près-Sées            |         | 48° 34′ 16″ nord, 0° 09′ 38″ est   |                |                                                                                                  |             | Église Saint-Pierre de La Chapelle-près-Sées                          |
| Église Saint-Pierre de La Chaux                                                          | La Chaux                         |         | 48° 36′ 36″ nord, 0° 15′ 24″ ouest |                |                                                                                                  |             | Image manquante Téléverser                                            |
| Église Notre-Dame de La Coulonche                                                        | La Coulonche                     |         | 48° 38′ 49″ nord, 0° 27′ 19″ ouest |                |                                                                                                  |             | Église Notre-Dame de La Coulonche                                     |
| Église Notre-Dame de La Ferrière-Bochard                                                 | La Ferrière-Bochard              |         | 48° 24′ 47″ nord, 0° 01′ 57″ ouest |                |                                                                                                  |             | Église Notre-Dame de La Ferrière-Bochard                              |
| Église Saint-Pierre de La Ferrière-Béchet                                                | La Ferrière-Béchet               |         | 48° 34′ 52″ nord, 0° 04′ 25″ est   |                |                                                                                                  |             | Image manquante Téléverser                                            |
| Église Saint-Vincent de La Ferrière-au-Doyen                                             | La Ferrière-au-Doyen             |         | 48° 39′ 47″ nord, 0° 29′ 55″ est   |                |                                                                                                  |             | Image manquante Téléverser                                            |
| Église Notre-Dame-de-la-Nativité de La Ferrière-aux-Étangs                               | La Ferrière-aux-Étangs           |         | 48° 39′ 46″ nord, 0° 31′ 12″ ouest |                |                                                                                                  |             | Église Notre-Dame-de-la-Nativité de La Ferrière-aux-Étangs            |
| Église Notre-Dame-de-l'Assomption de La Ferté-Macé                                       | La Ferté Macé                    |         | 48° 35′ 23″ nord, 0° 21′ 24″ ouest | « PA00110806 » | Inscrit MH                                                                                       | 2006        | Église Notre-Dame-de-l'Assomption de La Ferté-Macé                    |
| Église Saint-Martin d'Antoigny                                                           | La Ferté Macé                    |         | 48° 31′ 27″ nord, 0° 21′ 52″ ouest |                |                                                                                                  |             | Église Saint-Martin d'Antoigny                                        |
| Église Saint-Pierre-et-Saint-Denis du Douet-Arthus                                       | La Ferté-en-Ouche                |         | 48° 51′ 45″ nord, 0° 22′ 14″ est   | « PA61000005 » | Inscrit MH                                                                                       | 1997        | Église Saint-Pierre-et-Saint-Denis du Douet-Arthus                    |
| Église Notre-Dame-de-la-Nativité de La Ferté-Frênel                                      | La Ferté-en-Ouche                |         | 48° 50′ 28″ nord, 0° 30′ 37″ est   |                |                                                                                                  |             | Église Notre-Dame-de-la-Nativité de La Ferté-Frênel                   |
| Église Saint-Agnan de Glos-la-Ferrière                                                   | La Ferté-en-Ouche                |         | 48° 51′ 14″ nord, 0° 35′ 45″ est   |                |                                                                                                  |             | Église Saint-Agnan de Glos-la-Ferrière                                |
| Église Saint-Aubin de Gauville                                                           | La Ferté-en-Ouche                |         | 48° 49′ 44″ nord, 0° 33′ 18″ est   |                |                                                                                                  |             | Église Saint-Aubin de Gauville                                        |
| Église Saint-Martin d'Anceins                                                            | La Ferté-en-Ouche                |         | 48° 51′ 50″ nord, 0° 30′ 04″ est   |                |                                                                                                  |             | Image manquante Téléverser                                            |
| Église Saint-Martin de Bocquencé                                                         | La Ferté-en-Ouche                |         | 48° 50′ 03″ nord, 0° 27′ 57″ est   |                |                                                                                                  |             | Église Saint-Martin de Bocquencé                                      |
| Église Saint-Martin de Heugon                                                            | La Ferté-en-Ouche                |         | 48° 51′ 20″ nord, 0° 23′ 52″ est   |                |                                                                                                  |             | Église Saint-Martin de Heugon                                         |
| Église Saint-Médard de Couvains                                                          | La Ferté-en-Ouche                |         | 48° 51′ 36″ nord, 0° 33′ 29″ est   |                |                                                                                                  |             | Église Saint-Médard de Couvains                                       |
| Église Saint-Nicolas de Saint-Nicolas-des-Laitiers                                       | La Ferté-en-Ouche                |         | 48° 50′ 10″ nord, 0° 25′ 18″ est   |                |                                                                                                  |             | Église Saint-Nicolas de Saint-Nicolas-des-Laitiers                    |
| Église Saint-Pierre de Villers-en-Ouche                                                  | La Ferté-en-Ouche                |         | 48° 51′ 38″ nord, 0° 27′ 24″ est   |                |                                                                                                  |             | Église Saint-Pierre de Villers-en-Ouche                               |
| Église Saint-Sauveur de Monnai                                                           | La Ferté-en-Ouche                |         | 48° 53′ 34″ nord, 0° 23′ 51″ est   |                |                                                                                                  |             | Église Saint-Sauveur de Monnai                                        |
| Église Saint-Ouen de La Fresnaie-Fayel                                                   | La Fresnaie-Fayel                |         | 48° 47′ 32″ nord, 0° 22′ 00″ ouest |                |                                                                                                  |             | Église Saint-Ouen de La Fresnaie-Fayel                                |
| Église Saint-Laurent de La Genevraie                                                     | La Genevraie                     |         | 48° 41′ 06″ nord, 0° 19′ 07″ est   | « IA00134760 » |                                                                                                  |             | Église Saint-Laurent de La Genevraie                                  |
| Église Notre-Dame de La Gonfrière                                                        | La Gonfrière                     |         | 48° 49′ 09″ nord, 0° 28′ 11″ est   |                |                                                                                                  |             | Église Notre-Dame de La Gonfrière                                     |
| Église Notre-Dame-de-l'Assomption de La Lande-Patry                                      | La Lande-Patry                   |         | 48° 45′ 46″ nord, 0° 35′ 51″ ouest |                |                                                                                                  |             | Église Notre-Dame-de-l'Assomption de La Lande-Patry                   |
| Église Saint-Siméon de La Lande-Saint-Siméon                                             | La Lande-Saint-Siméon            |         | 48° 49′ 15″ nord, 0° 26′ 04″ ouest |                |                                                                                                  |             | Église Saint-Siméon de La Lande-Saint-Siméon                          |
| Église Notre-Dame de La Lande-de-Goult                                                   | La Lande-de-Goult                |         | 48° 35′ 06″ nord, 0° 02′ 49″ ouest |                |                                                                                                  |             | Église Notre-Dame de La Lande-de-Goult                                |
| Église Saint-Julien de La Lande-de-Lougé                                                 | La Lande-de-Lougé                |         | 48° 41′ 34″ nord, 0° 14′ 59″ ouest |                |                                                                                                  |             | Église Saint-Julien de La Lande-de-Lougé                              |
| Église Sainte-Madeleine de La Madeleine-Bouvet                                           | La Madeleine-Bouvet              |         | 48° 28′ 16″ nord, 0° 54′ 09″ est   |                |                                                                                                  |             | Église Sainte-Madeleine de La Madeleine-Bouvet                        |
| Église Saint-Gervais-et-Saint-Protais de La Mesnière                                     | La Mesnière                      |         | 48° 31′ 29″ nord, 0° 26′ 03″ est   |                |                                                                                                  |             | Église Saint-Gervais-et-Saint-Protais de La Mesnière                  |
| Église Saint-Symphorien de La Motte-Fouquet                                              | La Motte-Fouquet                 |         | 48° 34′ 07″ nord, 0° 17′ 12″ ouest |                |                                                                                                  |             | Église Saint-Symphorien de La Motte-Fouquet                           |
| Église Saint-Pierre de La Roche-Mabile                                                   | La Roche-Mabile                  |         | 48° 29′ 16″ nord, 0° 03′ 03″ ouest | « PA00110903 » | Inscrit MH                                                                                       | 1975        | Église Saint-Pierre de La Roche-Mabile                                |
| Église Saint-Sauveur de La Selle-la-Forge                                                | La Selle-la-Forge                |         | 48° 44′ 01″ nord, 0° 32′ 29″ ouest |                |                                                                                                  |             | Église Saint-Sauveur de La Selle-la-Forge                             |
| Église de la Très-Sainte-Trinité de La Trinité-des-Laitiers                              | La Trinité-des-Laitiers          |         | 48° 47′ 51″ nord, 0° 22′ 35″ est   |                |                                                                                                  |             | Image manquante Téléverser                                            |
| Église Sainte-Madeleine de La Ventrouze                                                  | La Ventrouze                     |         | 48° 36′ 38″ nord, 0° 41′ 50″ est   | « PA00110964 » | Inscrit MH                                                                                       | 1981        | Église Sainte-Madeleine de La Ventrouze                               |
| Église Saint-Martin de Lalacelle                                                         | Lalacelle                        |         | 48° 28′ 31″ nord, 0° 08′ 40″ ouest |                |                                                                                                  |             | Église Saint-Martin de Lalacelle                                      |
| Église Saint-Germain de Laleu                                                            | Laleu                            |         | 48° 33′ 11″ nord, 0° 22′ 43″ est   |                |                                                                                                  |             | Église Saint-Germain de Laleu                                         |
| Église Saint-Pierre de Landigou                                                          | Landigou                         |         | 48° 44′ 50″ nord, 0° 28′ 14″ ouest |                |                                                                                                  |             | Église Saint-Pierre de Landigou                                       |
| Église Saint-Étienne de Landisacq                                                        | Landisacq                        |         | 48° 45′ 25″ nord, 0° 38′ 51″ ouest |                |                                                                                                  |             | Église Saint-Étienne de Landisacq                                     |
| Église Saint-Pierre de Larré                                                             | Larré                            |         | 48° 29′ 38″ nord, 0° 09′ 44″ est   |                |                                                                                                  |             | Église Saint-Pierre de Larré                                          |
| Église Saint-Pierre du Bosc-Renoult                                                      | Le Bosc-Renoult                  |         | 48° 54′ 49″ nord, 0° 18′ 19″ est   | « IA00119985 » |                                                                                                  |             | Église Saint-Pierre du Bosc-Renoult                                   |
| Église Notre-Dame du Bouillon                                                            | Le Bouillon                      |         | 48° 33′ 42″ nord, 0° 06′ 14″ est   |                |                                                                                                  |             | Image manquante Téléverser                                            |
| Église Notre-Dame du Cercueil                                                            | Le Cercueil                      |         | 48° 35′ 50″ nord, 0° 01′ 20″ est   |                |                                                                                                  |             | Église Notre-Dame du Cercueil                                         |
| Église Saint-Jean-Baptiste du Chalange                                                   | Le Chalange                      |         | 48° 35′ 39″ nord, 0° 18′ 47″ est   |                |                                                                                                  |             | Église Saint-Jean-Baptiste du Chalange                                |
| Église Notre-Dame du Champ-de-la-Pierre                                                  | Le Champ-de-la-Pierre            |         | 48° 36′ 31″ nord, 0° 12′ 22″ ouest |                |                                                                                                  |             | Image manquante Téléverser                                            |
| Église Saint-Aubin du Château-d'Almenêches                                               | Le Château-d'Almenêches          |         | 48° 40′ 44″ nord, 0° 07′ 18″ est   |                |                                                                                                  |             | Église Saint-Aubin du Château-d'Almenêches                            |
| Église Notre-Dame du Châtellier                                                          | Le Châtellier                    |         | 48° 40′ 36″ nord, 0° 34′ 56″ ouest |                |                                                                                                  |             | Église Notre-Dame du Châtellier                                       |
| Église Notre-Dame-des-Sept-Douleurs du Grais                                             | Le Grais                         |         | 48° 38′ 19″ nord, 0° 19′ 48″ ouest |                |                                                                                                  |             | Église Notre-Dame-des-Sept-Douleurs du Grais                          |
| Église Saint-Germain du Mage                                                             | Le Mage                          |         | 48° 30′ 28″ nord, 0° 48′ 15″ est   |                |                                                                                                  |             | Église Saint-Germain du Mage                                          |
| Église Saint-Martin du Merlerault                                                        | Le Merlerault                    |         | 48° 42′ 02″ nord, 0° 17′ 15″ est   | « IA00134802 » |                                                                                                  |             | Église Saint-Martin du Merlerault                                     |
| Église Saint-Pierre-aux-Liens de Montmarcé                                               | Le Merlerault                    |         | 48° 41′ 38″ nord, 0° 14′ 59″ est   | « IA00134817 » |                                                                                                  |             | Image manquante Téléverser                                            |
| Église Sainte-Madeleine du Ménil-Broût                                                   | Le Ménil-Broût                   |         | 48° 28′ 59″ nord, 0° 13′ 47″ est   |                |                                                                                                  |             | Église Sainte-Madeleine du Ménil-Broût                                |
| Église Saint-Pierre du Ménil-Bérard                                                      | Le Ménil-Bérard                  |         | 48° 42′ 34″ nord, 0° 30′ 44″ est   |                |                                                                                                  |             | Église Saint-Pierre du Ménil-Bérard                                   |
| Église Notre-Dame du Ménil-Ciboult                                                       | Le Ménil-Ciboult                 |         | 48° 45′ 51″ nord, 0° 47′ 29″ ouest |                |                                                                                                  |             | Église Notre-Dame du Ménil-Ciboult                                    |
| Église Notre-Dame du Ménil-Guyon                                                         | Le Ménil-Guyon                   |         | 48° 34′ 57″ nord, 0° 17′ 41″ est   |                |                                                                                                  |             | Église Notre-Dame du Ménil-Guyon                                      |
| Église Saint-Hilaire du Ménil-Scelleur                                                   | Le Ménil-Scelleur                |         | 48° 36′ 37″ nord, 0° 07′ 14″ ouest |                |                                                                                                  |             | Église Saint-Hilaire du Ménil-Scelleur                                |
| Église de la Sainte-Trinité du Ménil-Vicomte                                             | Le Ménil-Vicomte                 |         | 48° 45′ 01″ nord, 0° 17′ 48″ est   |                |                                                                                                  |             | Église de la Sainte-Trinité du Ménil-Vicomte                          |
| Église Notre-Dame du Ménil-de-Briouze                                                    | Le Ménil-de-Briouze              |         | 48° 40′ 33″ nord, 0° 23′ 58″ ouest |                |                                                                                                  |             | Église Notre-Dame du Ménil-de-Briouze                                 |
| Église Notre-Dame-de-l'Assomption du Mêle-sur-Sarthe                                     | Le Mêle-sur-Sarthe               |         | 48° 30′ 39″ nord, 0° 21′ 17″ est   | « PA00110851 » | Inscrit MH                                                                                       | 1975        | Église Notre-Dame-de-l'Assomption du Mêle-sur-Sarthe                  |
| Église Saint-Lhômer du Pas-Saint-l'Homer                                                 | Le Pas-Saint-l'Homer             |         | 48° 29′ 44″ nord, 0° 56′ 01″ est   |                |                                                                                                  |             | Église Saint-Lhômer du Pas-Saint-l'Homer                              |
| Église Notre-Dame-de-l'Assomption du Pin-au-Haras                                        | Le Pin-au-Haras                  |         | 48° 44′ 44″ nord, 0° 08′ 28″ est   |                |                                                                                                  |             | Église Notre-Dame-de-l'Assomption du Pin-au-Haras                     |
| Église Saint-Ouen du Vieux-Pin                                                           | Le Pin-au-Haras                  |         | 48° 44′ 09″ nord, 0° 07′ 49″ est   | « IA00001667 » |                                                                                                  |             | Église Saint-Ouen du Vieux-Pin                                        |
| Église Notre-Dame du Vieux-Urou                                                          | Le Pin-au-Haras                  |         | 48° 44′ 30″ nord, 0° 07′ 10″ est   | « IA00001676 » |                                                                                                  |             | Image manquante Téléverser                                            |
| Église Notre-Dame de Chagny                                                              | Le Pin-au-Haras                  |         | 48° 45′ 32″ nord, 0° 07′ 22″ est   | « IA00001677 » |                                                                                                  |             | Image manquante Téléverser                                            |
| Église Saint-Barthélemy du Pin-la-Garenne                                                | Le Pin-la-Garenne                |         | 48° 26′ 28″ nord, 0° 32′ 49″ est   |                |                                                                                                  |             | Église Saint-Barthélemy du Pin-la-Garenne                             |
| Église Notre-Dame du Plantis                                                             | Le Plantis                       |         | 48° 36′ 02″ nord, 0° 22′ 53″ est   |                |                                                                                                  |             | Église Notre-Dame du Plantis                                          |
| Église Saint-Pierre du Renouard                                                          | Le Renouard                      |         | 48° 54′ 36″ nord, 0° 06′ 13″ est   | « IA00120087 » |                                                                                                  |             | Église Saint-Pierre du Renouard                                       |
| Église Saint-Martin du Ménil-Imbert                                                      | Le Renouard                      |         | 48° 55′ 34″ nord, 0° 05′ 14″ est   |                |                                                                                                  |             | Église Saint-Martin du Ménil-Imbert                                   |
| Église Saint-Aubin du Sap-André                                                          | Le Sap-André                     |         | 48° 49′ 55″ nord, 0° 22′ 48″ est   |                |                                                                                                  |             | Église Saint-Aubin du Sap-André                                       |
| Église Notre-Dame des Aspres                                                             | Les Aspres                       |         | 48° 41′ 15″ nord, 0° 36′ 01″ est   |                |                                                                                                  |             | Église Notre-Dame des Aspres                                          |
| Église Saint-Martin des Aspres                                                           | Les Aspres                       |         | 48° 41′ 24″ nord, 0° 35′ 58″ est   |                |                                                                                                  |             | Image manquante Téléverser                                            |
| Église Saint-Martin des Authieux-du-Puits                                                | Les Authieux-du-Puits            |         | 48° 42′ 46″ nord, 0° 19′ 45″ est   | « IA00134732 » |                                                                                                  |             | Église Saint-Martin des Authieux-du-Puits                             |
| Église Saint-Pierre des Champeaux                                                        | Les Champeaux                    |         | 48° 53′ 35″ nord, 0° 07′ 58″ est   |                |                                                                                                  |             | Église Saint-Pierre des Champeaux                                     |
| Église Saint-Martin des Genettes                                                         | Les Genettes                     |         | 48° 39′ 52″ nord, 0° 34′ 03″ est   |                |                                                                                                  |             | Église Saint-Martin des Genettes                                      |
| Église Saint-Laurent des Menus                                                           | Les Menus                        |         | 48° 31′ 27″ nord, 0° 56′ 02″ est   |                |                                                                                                  |             | Église Saint-Laurent des Menus                                        |
| Église Saint-Maurice de Saint-Maurice-du-Désert                                          | Les Monts d'Andaine              |         | 48° 36′ 37″ nord, 0° 23′ 21″ ouest |                |                                                                                                  |             | Église Saint-Maurice de Saint-Maurice-du-Désert                       |
| Église Saint-Pierre-et-Saint-Paul des Monts d'Andaine                                    | Les Monts d'Andaine              |         | 48° 37′ 24″ nord, 0° 24′ 56″ ouest |                |                                                                                                  |             | Église Saint-Pierre-et-Saint-Paul des Monts d'Andaine                 |
| Église Saint-Georges des Ventes-de-Bourse                                                | Les Ventes-de-Bourse             |         | 48° 30′ 39″ nord, 0° 16′ 32″ est   |                |                                                                                                  |             | Église Saint-Georges des Ventes-de-Bourse                             |
| Église Saint-Taurin des Yveteaux                                                         | Les Yveteaux                     |         | 48° 42′ 20″ nord, 0° 16′ 28″ ouest |                |                                                                                                  |             | Église Saint-Taurin des Yveteaux                                      |
| Église Saint-Martin de Lignou                                                            | Lignou                           |         | 48° 40′ 13″ nord, 0° 20′ 42″ ouest |                |                                                                                                  |             | Église Saint-Martin de Lignou                                         |
| Église Saint-Gervais-et-Saint-Protais de Lignères                                        | Lignères                         |         | 48° 44′ 08″ nord, 0° 18′ 37″ est   |                |                                                                                                  |             | Image manquante Téléverser                                            |
| Église Saint-Martin de Loisail                                                           | Loisail                          |         | 48° 30′ 02″ nord, 0° 35′ 29″ est   | « PA00110835 » | Classé MH Clocher                                                                                | 1905        | Église Saint-Martin de Loisail                                        |
| Église Saint-Martin de Longny-au-Perche                                                  | Longny les Villages              |         | 48° 31′ 50″ nord, 0° 45′ 11″ est   | « PA00110838 » | Classé MH Tour ; Inscrit MH Eglise, à l'exception de la tour classée                             | 1909 ; 1995 | Église Saint-Martin de Longny-au-Perche                               |
| Église Notre-Dame-de-la-Salette de Malétable                                             | Longny les Villages              |         | 48° 33′ 57″ nord, 0° 41′ 56″ est   | « PA00110844 » | Inscrit MH Tour ; Inscrit MH Eglise                                                              | 1978 ; 1991 | Église Notre-Dame-de-la-Salette de Malétable                          |
| Église Saint-Denis de Moulicent                                                          | Longny les Villages              |         | 48° 33′ 46″ nord, 0° 45′ 34″ est   |                |                                                                                                  |             | Église Saint-Denis de Moulicent                                       |
| Église Notre-Dame-de-l'Assomption de Marchainville                                       | Longny les Villages              |         | 48° 35′ 05″ nord, 0° 48′ 50″ est   |                |                                                                                                  |             | Image manquante Téléverser                                            |
| Église Saint-Germain de Neuilly-sur-Eure                                                 | Longny les Villages              |         | 48° 32′ 27″ nord, 0° 54′ 10″ est   |                |                                                                                                  |             | Église Saint-Germain de Neuilly-sur-Eure                              |
| Église Saint-Jean-Baptiste de La Lande-sur-Eure                                          | Longny les Villages              |         | 48° 33′ 26″ nord, 0° 51′ 59″ est   |                |                                                                                                  |             | Église Saint-Jean-Baptiste de La Lande-sur-Eure                       |
| Église Saint-Jean-Baptiste de Monceaux-au-Perche                                         | Longny les Villages              |         | 48° 29′ 05″ nord, 0° 42′ 16″ est   |                |                                                                                                  |             | Église Saint-Jean-Baptiste de Monceaux-au-Perche                      |
| Église Saint-Victor de Saint-Victor-de-Réno                                              | Longny les Villages              |         | 48° 30′ 08″ nord, 0° 41′ 58″ est   |                |                                                                                                  |             | Église Saint-Victor de Saint-Victor-de-Réno                           |
| Église Notre-Dame de Lonlay-le-Tesson                                                    | Lonlay-le-Tesson                 |         | 48° 38′ 36″ nord, 0° 21′ 04″ ouest |                |                                                                                                  |             | Église Notre-Dame de Lonlay-le-Tesson                                 |
| Église Saint-Cyr de Lonrai                                                               | Lonrai                           |         | 48° 27′ 41″ nord, 0° 02′ 20″ est   |                |                                                                                                  |             | Église Saint-Cyr de Lonrai                                            |
| Église Saint-Vaast de Lougé-sur-Maire                                                    | Lougé-sur-Maire                  |         | 48° 41′ 37″ nord, 0° 13′ 28″ ouest |                |                                                                                                  |             | Église Saint-Vaast de Lougé-sur-Maire                                 |
| Église Saint-Pierre de Louvières-en-Auge                                                 | Louvières-en-Auge                |         | 48° 52′ 10″ nord, 0° 01′ 52″ est   | « IA00001360 » |                                                                                                  |             | Église Saint-Pierre de Louvières-en-Auge                              |
| Église Saint-Aubin de Macé                                                               | Macé                             |         | 48° 38′ 05″ nord, 0° 08′ 27″ est   |                |                                                                                                  |             | Église Saint-Aubin de Macé                                            |
| Église Notre-Dame de Magny-le-Désert                                                     | Magny-le-Désert                  |         | 48° 34′ 13″ nord, 0° 19′ 36″ ouest | « PA00110842 » | Inscrit MH                                                                                       | 1927        | Église Notre-Dame de Magny-le-Désert                                  |
| Église Saint-Denis de Mahéru                                                             | Mahéru                           |         | 48° 39′ 29″ nord, 0° 26′ 03″ est   |                |                                                                                                  |             | Église Saint-Denis de Mahéru                                          |
| Église Notre-Dame-de-l'Assomption de Mantilly                                            | Mantilly                         |         | 48° 31′ 14″ nord, 0° 48′ 06″ ouest |                |                                                                                                  |             | Église Notre-Dame-de-l'Assomption de Mantilly                         |
| Église Notre-Dame de Marchemaisons                                                       | Marchemaisons                    |         | 48° 31′ 14″ nord, 0° 18′ 05″ est   |                |                                                                                                  |             | Église Notre-Dame de Marchemaisons                                    |
| Église Notre-Dame de Mardilly                                                            | Mardilly                         |         | 48° 49′ 49″ nord, 0° 16′ 57″ est   |                |                                                                                                  |             | Église Notre-Dame de Mardilly                                         |
| Église Saint-Pierre de Mauves-sur-Huisne                                                 | Mauves-sur-Huisne                |         | 48° 27′ 00″ nord, 0° 37′ 16″ est   | « PA00110848 » | Inscrit MH                                                                                       | 1975        | Église Saint-Pierre de Mauves-sur-Huisne                              |
| Église Saint-Claude de Merri                                                             | Merri                            |         | 48° 51′ 04″ nord, 0° 02′ 42″ ouest | « IA00001363 » |                                                                                                  |             | Église Saint-Claude de Merri                                          |
| Église Saint-Gervais de Messei                                                           | Messei                           |         | 48° 42′ 43″ nord, 0° 32′ 21″ ouest |                |                                                                                                  |             | Église Saint-Gervais de Messei                                        |
| Église Saint-Pierre-et-Saint-Paul de Mieuxcé                                             | Mieuxcé                          |         | 48° 24′ 01″ nord, 0° 00′ 44″ est   |                |                                                                                                  |             | Église Saint-Pierre-et-Saint-Paul de Mieuxcé                          |
| Église Notre-Dame-de-la-Nativité de Moncy                                                | Moncy                            |         | 48° 49′ 28″ nord, 0° 41′ 09″ ouest |                |                                                                                                  |             | Église Notre-Dame-de-la-Nativité de Moncy                             |
| Église Notre-Dame de Mont-Ormel                                                          | Mont-Ormel                       |         | 48° 50′ 07″ nord, 0° 09′ 14″ est   | « IA00001376 » |                                                                                                  |             | Église Notre-Dame de Mont-Ormel                                       |
| Église Saint-Martin de Montabard                                                         | Montabard                        |         | 48° 48′ 47″ nord, 0° 04′ 35″ ouest | « IA00001371 » |                                                                                                  |             | Église Saint-Martin de Montabard                                      |
| Église Saint-Pierre de Montchevrel                                                       | Montchevrel                      |         | 48° 34′ 24″ nord, 0° 20′ 23″ est   |                |                                                                                                  |             | Église Saint-Pierre de Montchevrel                                    |
| Église Saint-Rémi de Montgaudry                                                          | Montgaudry                       |         | 48° 24′ 24″ nord, 0° 24′ 07″ est   |                |                                                                                                  |             | Image manquante Téléverser                                            |
| Église Saint-Pierre de Montilly-sur-Noireau                                              | Montilly-sur-Noireau             |         | 48° 48′ 55″ nord, 0° 34′ 20″ ouest |                |                                                                                                  |             | Église Saint-Pierre de Montilly-sur-Noireau                           |
| Église Notre-Dame-de-l'Assomption de Montmerrei                                          | Montmerrei                       |         | 48° 38′ 02″ nord, 0° 02′ 18″ est   |                |                                                                                                  |             | Église Notre-Dame-de-l'Assomption de Montmerrei                       |
| Église Saint-Maurice de Montreuil-au-Houlme                                              | Montreuil-au-Houlme              |         | 48° 41′ 12″ nord, 0° 15′ 46″ ouest |                |                                                                                                  |             | Église Saint-Maurice de Montreuil-au-Houlme                           |
| Église Saint-Aubin de Montreuil-la-Cambe                                                 | Montreuil-la-Cambe               |         | 48° 53′ 22″ nord, 0° 01′ 38″ est   | « IA00001386 » |                                                                                                  |             | Église Saint-Aubin de Montreuil-la-Cambe                              |
| Église Saint-Michel de la Cambe                                                          | Montreuil-la-Cambe               |         | 48° 53′ 00″ nord, 0° 02′ 59″ est   | « IA00001387 » |                                                                                                  |             | Église Saint-Michel de la Cambe                                       |
| Église Saint-Marc de Vaux-le-Bardoult                                                    | Monts-sur-Orne                   |         | 48° 45′ 55″ nord, 0° 09′ 27″ ouest | « PA00110856 » | Inscrit MH                                                                                       | 1972        | Église Saint-Marc de Vaux-le-Bardoult                                 |
| Église Saint-Martin de Goulet                                                            | Monts-sur-Orne                   |         | 48° 43′ 54″ nord, 0° 05′ 37″ ouest |                |                                                                                                  |             | Église Saint-Martin de Goulet                                         |
| Église Saint-Hilaire de Sentilly                                                         | Monts-sur-Orne                   |         | 48° 45′ 57″ nord, 0° 06′ 58″ ouest |                |                                                                                                  |             | Église Saint-Hilaire de Sentilly                                      |
| Église Saint-Remy de Montgaroult                                                         | Monts-sur-Orne                   |         | 48° 44′ 58″ nord, 0° 07′ 53″ ouest |                |                                                                                                  |             | Église Saint-Remy de Montgaroult                                      |
| Église Saint-Michel de Montsecret-Clairefougère                                          | Montsecret-Clairefougère         |         | 48° 47′ 48″ nord, 0° 40′ 31″ ouest |                |                                                                                                  |             | Église Saint-Michel de Montsecret-Clairefougère                       |
| Église Saint-Martin de Clairefougère                                                     | Montsecret-Clairefougère         |         | 48° 48′ 20″ nord, 0° 41′ 46″ ouest |                |                                                                                                  |             | Église Saint-Martin de Clairefougère                                  |
| Église Saint-Germain de Loisé                                                            | Mortagne-au-Perche               |         | 48° 31′ 05″ nord, 0° 34′ 04″ est   | « PA00110861 » | Classé MH                                                                                        | 1972        | Église Saint-Germain de Loisé                                         |
| Église Notre-Dame de Mortagne-au-Perche                                                  | Mortagne-au-Perche               |         | 48° 31′ 18″ nord, 0° 32′ 47″ est   | « PA00110860 » | Classé MH Eglise sauf clocher ouest                                                              | 1910        | Église Notre-Dame de Mortagne-au-Perche                               |
| Collégiale de Toussaint                                                                  | Mortagne-au-Perche               |         | 48° 31′ 22″ nord, 0° 32′ 52″ est   | « PA00110858 » | Classé MH Crypte                                                                                 | 1972        | Collégiale de Toussaint                                               |
| Église Saint-Pierre de Mortrée                                                           | Mortrée                          |         | 48° 38′ 25″ nord, 0° 04′ 41″ est   | « PA61000049 » | Inscrit MH                                                                                       | 2006        | Église Saint-Pierre de Mortrée                                        |
| Église Saint-Hilaire de Saint-Hilaire-la-Gérard                                          | Mortrée                          |         | 48° 36′ 05″ nord, 0° 03′ 39″ est   |                |                                                                                                  |             | Image manquante Téléverser                                            |
| Église Saint-Denis de Moulins-la-Marche                                                  | Moulins-la-Marche                |         | 48° 38′ 59″ nord, 0° 28′ 33″ est   |                |                                                                                                  |             | Église Saint-Denis de Moulins-la-Marche                               |
| Église Saint-Martin de Moulins-sur-Orne                                                  | Moulins-sur-Orne                 |         | 48° 45′ 36″ nord, 0° 04′ 13″ ouest |                |                                                                                                  |             | Église Saint-Martin de Moulins-sur-Orne                               |
| Église Notre-Dame du Mont-Harou                                                          | Moutiers-au-Perche               |         | 48° 28′ 43″ nord, 0° 50′ 48″ est   | « PA00110873 » | Classé MH                                                                                        | 1941        | Église Notre-Dame du Mont-Harou                                       |
| Église Notre-Dame-de-l'Assomption de Médavy                                              | Médavy                           |         | 48° 40′ 43″ nord, 0° 05′ 34″ est   |                |                                                                                                  |             | Image manquante Téléverser                                            |
| Église Saint-Brice de Méhoudin                                                           | Méhoudin                         |         | 48° 30′ 02″ nord, 0° 23′ 05″ ouest |                |                                                                                                  |             | Église Saint-Brice de Méhoudin                                        |
| Église Saint-Martin de Ménil-Erreux                                                      | Ménil-Erreux                     |         | 48° 30′ 27″ nord, 0° 11′ 13″ est   |                |                                                                                                  |             | Église Saint-Martin de Ménil-Erreux                                   |
| Église Saint-Martin de Ménil-Froger                                                      | Ménil-Froger                     |         | 48° 43′ 53″ nord, 0° 16′ 12″ est   | « IA00134787 » |                                                                                                  |             | Église Saint-Martin de Ménil-Froger                                   |
| Église Saint-Victor de Ménil-Gondouin                                                    | Ménil-Gondouin                   |         | 48° 45′ 15″ nord, 0° 17′ 35″ ouest |                |                                                                                                  |             | Église Saint-Victor de Ménil-Gondouin                                 |
| Église Notre-Dame-de-la-Nativité de Ménil-Hermei                                         | Ménil-Hermei                     |         | 48° 49′ 34″ nord, 0° 19′ 33″ ouest |                |                                                                                                  |             | Église Notre-Dame-de-la-Nativité de Ménil-Hermei                      |
| Église Saint-Denis de Ménil-Hubert-en-Exmes                                              | Ménil-Hubert-en-Exmes            |         | 48° 48′ 48″ nord, 0° 13′ 33″ est   |                |                                                                                                  |             | Image manquante Téléverser                                            |
| Église Notre-Dame de Rouvrou                                                             | Ménil-Hubert-sur-Orne            |         | 48° 50′ 25″ nord, 0° 24′ 03″ ouest |                |                                                                                                  |             | Église Notre-Dame de Rouvrou                                          |
| Église Saint-Martin de Ménil-Hubert-sur-Orne                                             | Ménil-Hubert-sur-Orne            |         | 48° 51′ 11″ nord, 0° 24′ 42″ ouest |                |                                                                                                  |             | Église Saint-Martin de Ménil-Hubert-sur-Orne                          |
| Église Saint-Pierre de Ménil-Vin                                                         | Ménil-Vin                        |         | 48° 50′ 41″ nord, 0° 19′ 00″ ouest |                |                                                                                                  |             | Église Saint-Pierre de Ménil-Vin                                      |
| Église Notre-Dame de Neauphe-sous-Essai                                                  | Neauphe-sous-Essai               |         | 48° 33′ 57″ nord, 0° 12′ 40″ est   |                |                                                                                                  |             | Église Notre-Dame de Neauphe-sous-Essai                               |
| Église Saint-Martin de Neauphe-sur-Dive                                                  | Neauphe-sur-Dive                 |         | 48° 50′ 35″ nord, 0° 04′ 09″ est   | « IA00001396 » |                                                                                                  |             | Église Saint-Martin de Neauphe-sur-Dive                               |
| Église Saint-Pierre-et-Saint-Paul de Neuilly-le-Bisson                                   | Neuilly-le-Bisson                |         | 48° 29′ 58″ nord, 0° 14′ 05″ est   |                |                                                                                                  |             | Image manquante Téléverser                                            |
| Église Saint-Germain-d'Auxerre de Neuville-sur-Touques                                   | Neuville-sur-Touques             |         | 48° 51′ 29″ nord, 0° 17′ 00″ est   |                |                                                                                                  |             | Image manquante Téléverser                                            |
| Église Saint-Gervais et Saint-Protais de Neuvy-au-Houlme                                 | Neuvy-au-Houlme                  |         | 48° 49′ 00″ nord, 0° 11′ 57″ ouest |                |                                                                                                  |             | Église Saint-Gervais et Saint-Protais de Neuvy-au-Houlme              |
| Église Saint-Cyr-et-Sainte-Julitte de Nonant-le-Pin                                      | Nonant-le-Pin                    |         | 48° 42′ 24″ nord, 0° 13′ 05″ est   |                |                                                                                                  |             | Image manquante Téléverser                                            |
| Église Saint-Brice de Nécy                                                               | Nécy                             |         | 48° 49′ 54″ nord, 0° 06′ 54″ ouest | « IA00001400 » |                                                                                                  |             | Église Saint-Brice de Nécy                                            |
| Église Saint-Gervais-et-Saint-Protais de Cuy                                             | Occagnes                         |         | 48° 46′ 22″ nord, 0° 05′ 10″ ouest | « PA00110879 » | Inscrit MH                                                                                       | 1970        | Église Saint-Gervais-et-Saint-Protais de Cuy                          |
| Église Saint-Cyr-et-Sainte-Julitte de Pommainville                                       | Occagnes                         |         | 48° 47′ 55″ nord, 0° 03′ 47″ ouest |                |                                                                                                  |             | Église Saint-Cyr-et-Sainte-Julitte de Pommainville                    |
| Église Saint-Ouen d'Occagnes                                                             | Occagnes                         |         | 48° 46′ 45″ nord, 0° 04′ 26″ ouest |                |                                                                                                  |             | Église Saint-Ouen d'Occagnes                                          |
| Église Notre-Dame d'Ommoy                                                                | Ommoy                            |         | 48° 51′ 18″ nord, 0° 01′ 22″ ouest | « IA00001405 » |                                                                                                  |             | Église Notre-Dame d'Ommoy                                             |
| Église Saint-Georges d'Orgères                                                           | Orgères                          |         | 48° 45′ 48″ nord, 0° 20′ 30″ est   |                |                                                                                                  |             | Église Saint-Georges d'Orgères                                        |
| Église Saint-Pierre d'Origny-le-Roux                                                     | Origny-le-Roux                   |         | 48° 20′ 40″ nord, 0° 25′ 12″ est   | « IA00001522 » |                                                                                                  |             | Église Saint-Pierre d'Origny-le-Roux                                  |
| Église Saint-Pierre de Pacé                                                              | Pacé                             |         | 48° 26′ 43″ nord, 0° 00′ 15″ ouest | « PA00110880 » | Inscrit MH                                                                                       | 1974        | Église Saint-Pierre de Pacé                                           |
| Église Notre-Dame de Parfondeval                                                         | Parfondeval                      |         | 48° 28′ 51″ nord, 0° 30′ 26″ est   |                |                                                                                                  |             | Église Notre-Dame de Parfondeval                                      |
| Église Saint-Siméon de Saint-Siméon (Orne)                                               | Passais Villages                 |         | 48° 28′ 03″ nord, 0° 44′ 46″ ouest |                |                                                                                                  |             | Église Saint-Siméon de Saint-Siméon (Orne)                            |
| Église Saint-Céneri de L'Épinay-le-Comte                                                 | Passais Villages                 |         | 48° 28′ 15″ nord, 0° 48′ 43″ ouest |                |                                                                                                  |             | Église Saint-Céneri de L'Épinay-le-Comte                              |
| Église Notre-Dame de Passais Villages                                                    | Passais Villages                 |         | 48° 31′ 05″ nord, 0° 45′ 25″ ouest |                |                                                                                                  |             | Église Notre-Dame de Passais Villages                                 |
| Église Notre-Dame de Courthioust                                                         | Perche en Nocé                   |         | 48° 24′ 33″ nord, 0° 39′ 16″ est   | « PA00110778 » | Classé MH                                                                                        | 1983        | Église Notre-Dame de Courthioust                                      |
| Église Saint-Jouin de Dancé                                                              | Perche en Nocé                   |         | 48° 21′ 48″ nord, 0° 45′ 37″ est   | « PA00110790 » | Inscrit MH                                                                                       | 1948        | Église Saint-Jouin de Dancé                                           |
| Église Saint-Germain de Préaux-du-Perche                                                 | Perche en Nocé                   |         | 48° 19′ 49″ nord, 0° 42′ 11″ est   | « PA00110891 » | Inscrit MH                                                                                       | 1974        | Église Saint-Germain de Préaux-du-Perche                              |
| Église Saint-Martin de Nocé                                                              | Perche en Nocé                   |         | 48° 22′ 48″ nord, 0° 40′ 53″ est   | « PA61000007 » | Inscrit MH Eglise, à l'exception de la sacristie                                                 | 1997        | Église Saint-Martin de Nocé                                           |
| Église Saint-Aubin de Saint-Aubin-des-Grois                                              | Perche en Nocé                   |         | 48° 21′ 19″ nord, 0° 38′ 39″ est   |                |                                                                                                  |             | Église Saint-Aubin de Saint-Aubin-des-Grois                           |
| Église Saint-Jean de Saint-Jean-de-la-Forêt                                              | Perche en Nocé                   |         | 48° 22′ 43″ nord, 0° 38′ 13″ est   |                |                                                                                                  |             | Église Saint-Jean de Saint-Jean-de-la-Forêt                           |
| Église Saint-Joseph-et-Saint-Martin de Colonard-Corubert                                 | Perche en Nocé                   |         | 48° 24′ 33″ nord, 0° 39′ 16″ est   |                |                                                                                                  |             | Image manquante Téléverser                                            |
| Église Saint-Pierre-et-Saint-Paul de Corubert                                            | Perche en Nocé                   |         | 48° 23′ 46″ nord, 0° 39′ 20″ est   |                |                                                                                                  |             | Image manquante Téléverser                                            |
| Église Notre-Dame-de-l'Assomption de Perrou                                              | Perrou                           |         | 48° 34′ 21″ nord, 0° 33′ 34″ ouest |                |                                                                                                  |             | Image manquante Téléverser                                            |
| Église Notre-Dame de Pervenchères                                                        | Pervenchères                     |         | 48° 26′ 17″ nord, 0° 25′ 30″ est   |                |                                                                                                  |             | Église Notre-Dame de Pervenchères                                     |
| Église Notre-Dame de Planches                                                            | Planches                         |         | 48° 42′ 02″ nord, 0° 22′ 23″ est   |                |                                                                                                  |             | Église Notre-Dame de Planches                                         |
| Église Saint-Aubin de Pointel                                                            | Pointel                          |         | 48° 42′ 00″ nord, 0° 20′ 59″ ouest |                |                                                                                                  |             | Église Saint-Aubin de Pointel                                         |
| Église Saint-Martin de Pontchardon                                                       | Pontchardon                      |         | 48° 55′ 37″ nord, 0° 15′ 46″ est   | « IA00120164 » |                                                                                                  |             | Église Saint-Martin de Pontchardon                                    |
| Église de la Nativité-de-Notre-Dame de Pouvrai                                           | Pouvrai                          |         | 48° 16′ 37″ nord, 0° 31′ 06″ est   | « IA00001528 » |                                                                                                  |             | Église de la Nativité-de-Notre-Dame de Pouvrai                        |
| Église de la Sainte-Trinité de Chênedouit                                                | Putanges-le-Lac                  |         | 48° 45′ 38″ nord, 0° 20′ 27″ ouest |                |                                                                                                  |             | Église de la Sainte-Trinité de Chênedouit                             |
| Église Notre-Dame-de-la-Nativité de Ménil-Jean                                           | Putanges-le-Lac                  |         | 48° 44′ 21″ nord, 0° 13′ 25″ ouest |                |                                                                                                  |             | Église Notre-Dame-de-la-Nativité de Ménil-Jean                        |
| Église Notre-Dame-de-l'Assomption des Rotours                                            | Putanges-le-Lac                  |         | 48° 46′ 48″ nord, 0° 15′ 42″ ouest |                |                                                                                                  |             | Église Notre-Dame-de-l'Assomption des Rotours                         |
| Église Saint-Aubert de Saint-Aubert-sur-Orne                                             | Putanges-le-Lac                  |         | 48° 47′ 22″ nord, 0° 19′ 51″ ouest |                |                                                                                                  |             | Église Saint-Aubert de Saint-Aubert-sur-Orne                          |
| Église Saint-Cyr de La Fresnaye-au-Sauvage                                               | Putanges-le-Lac                  |         | 48° 44′ 19″ nord, 0° 15′ 16″ ouest |                |                                                                                                  |             | Église Saint-Cyr de La Fresnaye-au-Sauvage                            |
| Église Sainte-Croix de Sainte-Croix-sur-Orne                                             | Putanges-le-Lac                  |         | 48° 46′ 46″ nord, 0° 17′ 30″ ouest |                |                                                                                                  |             | Église Sainte-Croix de Sainte-Croix-sur-Orne                          |
| Église Saint-Hermeland de Rabodanges                                                     | Putanges-le-Lac                  |         | 48° 47′ 59″ nord, 0° 16′ 58″ ouest |                |                                                                                                  |             | Église Saint-Hermeland de Rabodanges                                  |
| Église Saint-Ouen de Pont-Écrepin                                                        | Putanges-le-Lac                  |         | 48° 45′ 56″ nord, 0° 14′ 40″ ouest |                |                                                                                                  |             | Église Saint-Ouen de Pont-Écrepin                                     |
| Église Saint-Pierre de La Forêt-Auvray                                                   | Putanges-le-Lac                  |         | 48° 48′ 43″ nord, 0° 20′ 30″ ouest |                |                                                                                                  |             | Église Saint-Pierre de La Forêt-Auvray                                |
| Église Saint-Pierre de Putanges                                                          | Putanges-le-Lac                  |         | 48° 45′ 48″ nord, 0° 14′ 53″ ouest |                |                                                                                                  |             | Église Saint-Pierre de Putanges                                       |
| Église Notre-Dame-de-l'Assomption de Rai                                                 | Rai                              |         | 48° 44′ 53″ nord, 0° 34′ 53″ est   |                |                                                                                                  |             | Image manquante Téléverser                                            |
| Église Notre-Dame de Ri                                                                  | Ri                               |         | 48° 47′ 27″ nord, 0° 08′ 18″ ouest |                |                                                                                                  |             | Église Notre-Dame de Ri                                               |
| Église Notre-Dame de Haleine                                                             | Rives d'Andaine                  |         | 48° 30′ 59″ nord, 0° 26′ 33″ ouest |                |                                                                                                  |             | Église Notre-Dame de Haleine                                          |
| Église Sainte-Geneviève-des-Andaines de Rives d'Andaine                                  | Rives d'Andaine                  |         | 48° 31′ 56″ nord, 0° 28′ 42″ ouest |                |                                                                                                  |             | Église Sainte-Geneviève-des-Andaines de Rives d'Andaine               |
| Église Saint-Hilaire de Geneslay                                                         | Rives d'Andaine                  |         | 48° 30′ 40″ nord, 0° 28′ 53″ ouest |                |                                                                                                  |             | Église Saint-Hilaire de Geneslay                                      |
| Église Saints-Pierre-et-Paul de Couterne                                                 | Rives d'Andaine                  |         | 48° 30′ 44″ nord, 0° 24′ 55″ ouest |                |                                                                                                  |             | Église Saints-Pierre-et-Paul de Couterne                              |
| Église Saint-Saturnin de Roiville                                                        | Roiville                         |         | 48° 52′ 45″ nord, 0° 14′ 05″ est   | « IA00120132 » |                                                                                                  |             | Image manquante Téléverser                                            |
| Église Notre-Dame de Rouperroux                                                          | Rouperroux                       |         | 48° 32′ 50″ nord, 0° 05′ 06″ ouest |                |                                                                                                  |             | Église Notre-Dame de Rouperroux                                       |
| Église Notre-Dame de Rânes                                                               | Rânes                            |         | 48° 38′ 28″ nord, 0° 12′ 37″ ouest |                |                                                                                                  |             | Église Notre-Dame de Rânes                                            |
| Église Saint-Germain-d'Auxerre de Rémalard                                               | Rémalard en Perche               |         | 48° 25′ 47″ nord, 0° 46′ 42″ est   | « PA00110898 » | Classé MH                                                                                        | 1930        | Église Saint-Germain-d'Auxerre de Rémalard                            |
| Église Saint-Étienne de Dorceau                                                          | Rémalard en Perche               |         | 48° 25′ 20″ nord, 0° 47′ 57″ est   | « PA00110795 » | Inscrit MH                                                                                       | 1948        | Église Saint-Étienne de Dorceau                                       |
| Église Saint-Paterne de Bellou-sur-Huisne                                                | Rémalard en Perche               |         | 48° 25′ 31″ nord, 0° 45′ 24″ est   |                |                                                                                                  |             | Église Saint-Paterne de Bellou-sur-Huisne                             |
| Église Notre-Dame de Résenlieu                                                           | Résenlieu                        |         | 48° 47′ 43″ nord, 0° 17′ 14″ est   |                |                                                                                                  |             | Église Notre-Dame de Résenlieu                                        |
| Église Saint-Martin de Réveillon                                                         | Réveillon                        |         | 48° 28′ 45″ nord, 0° 33′ 36″ est   |                |                                                                                                  |             | Église Saint-Martin de Réveillon                                      |
| Église Saint-Martin de Rônai                                                             | Rônai                            |         | 48° 48′ 51″ nord, 0° 08′ 09″ ouest |                |                                                                                                  |             | Église Saint-Martin de Rônai                                          |
| Église Notre-Dame de Condé-sur-Huisne                                                    | Sablons sur Huisne               |         | 48° 22′ 49″ nord, 0° 51′ 02″ est   |                |                                                                                                  |             | Église Notre-Dame de Condé-sur-Huisne                                 |
| Église Saint-Denis de Condeau                                                            | Sablons sur Huisne               |         | 48° 23′ 07″ nord, 0° 50′ 05″ est   |                |                                                                                                  |             | Église Saint-Denis de Condeau                                         |
| Église Saint-Germain-d'Auxerre de Coulonges-les-Sablons                                  | Sablons sur Huisne               |         | 48° 24′ 08″ nord, 0° 53′ 56″ est   |                |                                                                                                  |             | Église Saint-Germain-d'Auxerre de Coulonges-les-Sablons               |
| Église Saint-Martin de Sai                                                               | Sai                              |         | 48° 44′ 36″ nord, 0° 01′ 20″ est   |                |                                                                                                  |             | Église Saint-Martin de Sai                                            |
| Église Saint-Agnan de Saint-Agnan-sur-Sarthe                                             | Saint-Agnan-sur-Sarthe           |         | 48° 36′ 35″ nord, 0° 25′ 36″ est   |                |                                                                                                  |             | Église Saint-Agnan de Saint-Agnan-sur-Sarthe                          |
| Église Saint-André de Saint-André-de-Briouze                                             | Saint-André-de-Briouze           |         | 48° 43′ 44″ nord, 0° 19′ 40″ ouest |                |                                                                                                  |             | Église Saint-André de Saint-André-de-Briouze                          |
| Église Saint-Denis de Saint-Denis (Orne)                                                 | Saint-André-de-Briouze           |         | 48° 43′ 36″ nord, 0° 20′ 58″ ouest |                |                                                                                                  |             | Église Saint-Denis de Saint-Denis (Orne)                              |
| Église Saint-André de Saint-André-de-Messei                                              | Saint-André-de-Messei            |         | 48° 41′ 42″ nord, 0° 31′ 23″ ouest |                |                                                                                                  |             | Église Saint-André de Saint-André-de-Messei                           |
| Église Saint-Aquilin de Saint-Aquilin-de-Corbion                                         | Saint-Aquilin-de-Corbion         |         | 48° 38′ 08″ nord, 0° 30′ 51″ est   |                |                                                                                                  |             | Image manquante Téléverser                                            |
| Église Saint-Aubin de Saint-Aubin-d'Appenai                                              | Saint-Aubin-d'Appenai            |         | 48° 32′ 10″ nord, 0° 20′ 22″ est   |                |                                                                                                  |             | Église Saint-Aubin de Saint-Aubin-d'Appenai                           |
| Église Saint-Aubin de Saint-Aubin-de-Bonneval                                            | Saint-Aubin-de-Bonneval          |         | 48° 56′ 27″ nord, 0° 22′ 44″ est   | « PA00110990 » | Inscrit MH                                                                                       | 1991        | Église Saint-Aubin de Saint-Aubin-de-Bonneval                         |
| Église Saint-Aubin de Saint-Aubin-de-Courteraie                                          | Saint-Aubin-de-Courteraie        |         | 48° 36′ 36″ nord, 0° 26′ 22″ est   |                |                                                                                                  |             | Église Saint-Aubin de Saint-Aubin-de-Courteraie                       |
| Église Saint-Brice de Saint-Brice (Orne)                                                 | Saint-Brice                      |         | 48° 33′ 31″ nord, 0° 38′ 31″ ouest |                |                                                                                                  |             | Église Saint-Brice de Saint-Brice (Orne)                              |
| Église Saint-Brice de Saint-Brice-sous-Rânes                                             | Saint-Brice-sous-Rânes           |         | 48° 40′ 36″ nord, 0° 11′ 20″ ouest |                |                                                                                                  |             | Église Saint-Brice de Saint-Brice-sous-Rânes                          |
| Église Saint-Bômer de Saint-Bômer-les-Forges                                             | Saint-Bômer-les-Forges           |         | 48° 38′ 40″ nord, 0° 37′ 56″ ouest |                |                                                                                                  |             | Église Saint-Bômer de Saint-Bômer-les-Forges                          |
| Église Saint-Christophe de Saint-Christophe-de-Chaulieu                                  | Saint-Christophe-de-Chaulieu     |         | 48° 44′ 45″ nord, 0° 49′ 14″ ouest |                |                                                                                                  |             | Église Saint-Christophe de Saint-Christophe-de-Chaulieu               |
| Église Saint-Clair de Saint-Clair-de-Halouze                                             | Saint-Clair-de-Halouze           |         | 48° 40′ 44″ nord, 0° 37′ 36″ ouest |                |                                                                                                  |             | Église Saint-Clair de Saint-Clair-de-Halouze                          |
| Église Saint-Cyr-et-Sainte-Julitte de Saint-Cyr-la-Rosière                               | Saint-Cyr-la-Rosière             |         | 48° 19′ 49″ nord, 0° 38′ 27″ est   | « PA00110916 » | Classé MH Portail occidental ; Inscrit MH Eglise, sauf portail classé                            | 1978 ; 1978 | Église Saint-Cyr-et-Sainte-Julitte de Saint-Cyr-la-Rosière            |
| Église Saint-Céneri de Saint-Céneri-le-Gérei                                             | Saint-Céneri-le-Gérei            |         | 48° 22′ 41″ nord, 0° 03′ 07″ ouest | « PA00110910 » | Classé MH                                                                                        | 1886        | Église Saint-Céneri de Saint-Céneri-le-Gérei                          |
| Église Saint-Denis de Saint-Denis-sur-Huisne                                             | Saint-Denis-sur-Huisne           |         | 48° 28′ 12″ nord, 0° 32′ 36″ est   | « PA61000033 » | Inscrit MH                                                                                       | 2004        | Église Saint-Denis de Saint-Denis-sur-Huisne                          |
| Église Saint-Denis de Saint-Denis-sur-Sarthon                                            | Saint-Denis-sur-Sarthon          |         | 48° 27′ 13″ nord, 0° 02′ 58″ ouest |                |                                                                                                  |             | Église Saint-Denis de Saint-Denis-sur-Sarthon                         |
| Église Saint-Ellier de Saint-Ellier-les-Bois                                             | Saint-Ellier-les-Bois            |         | 48° 31′ 10″ nord, 0° 05′ 40″ ouest |                |                                                                                                  |             | Église Saint-Ellier de Saint-Ellier-les-Bois                          |
| Église Saint-Évroult de Saint-Evroult-Notre-Dame-du-Bois                                 | Saint-Evroult-Notre-Dame-du-Bois |         | 48° 47′ 30″ nord, 0° 27′ 48″ est   |                |                                                                                                  |             | Église Saint-Évroult de Saint-Evroult-Notre-Dame-du-Bois              |
| Abbatiale Saint-Evroult de Saint-Evroult-Notre-Dame-du-Bois                              | Saint-Evroult-Notre-Dame-du-Bois |         | 48° 47′ 26″ nord, 0° 27′ 49″ est   |                |                                                                                                  |             | Abbatiale Saint-Evroult de Saint-Evroult-Notre-Dame-du-Bois           |
| Église Saint-Evroult de Saint-Evroult-de-Montfort                                        | Saint-Evroult-de-Montfort        |         | 48° 47′ 26″ nord, 0° 27′ 49″ est   |                |                                                                                                  |             | Église Saint-Evroult de Saint-Evroult-de-Montfort                     |
| Église Saint-Fraimbault de Saint-Fraimbault (Orne)                                       | Saint-Fraimbault                 |         | 48° 29′ 14″ nord, 0° 41′ 53″ ouest |                |                                                                                                  |             | Église Saint-Fraimbault de Saint-Fraimbault (Orne)                    |
| Église Saint-Godegrand de Saint-Fulgent-des-Ormes                                        | Saint-Fulgent-des-Ormes          |         | 48° 19′ 04″ nord, 0° 26′ 51″ est   | « IA00001535 » |                                                                                                  |             | Église Saint-Godegrand de Saint-Fulgent-des-Ormes                     |
| Église Saint-Georges de Saint-Georges-d'Annebecq                                         | Saint-Georges-d'Annebecq         |         | 48° 38′ 01″ nord, 0° 15′ 51″ ouest |                |                                                                                                  |             | Image manquante Téléverser                                            |
| Église Saint-Georges de Saint-Georges-des-Groseillers                                    | Saint-Georges-des-Groseillers    |         | 48° 46′ 12″ nord, 0° 34′ 27″ ouest |                |                                                                                                  |             | Église Saint-Georges de Saint-Georges-des-Groseillers                 |
| Église Saint-Germain de Saint-Germain-d'Aunay                                            | Saint-Germain-d'Aunay            |         | 48° 55′ 34″ nord, 0° 22′ 45″ est   |                |                                                                                                  |             | Église Saint-Germain de Saint-Germain-d'Aunay                         |
| Église Saint-Germain de Saint-Germain-de-Clairefeuille                                   | Saint-Germain-de-Clairefeuille   |         | 48° 42′ 49″ nord, 0° 14′ 18″ est   | « IA00134851 » |                                                                                                  |             | Église Saint-Germain de Saint-Germain-de-Clairefeuille                |
| Église Saint-Germain-d'Auxerre de Saint-Germain-de-Martigny                              | Saint-Germain-de-Martigny        |         | 48° 35′ 20″ nord, 0° 27′ 49″ est   |                |                                                                                                  |             | Église Saint-Germain-d'Auxerre de Saint-Germain-de-Martigny           |
| Église Saint-Germain de Saint-Germain-de-la-Coudre                                       | Saint-Germain-de-la-Coudre       |         | 48° 16′ 52″ nord, 0° 36′ 15″ est   | « PA00110921 » | Inscrit MH                                                                                       | 1974        | Église Saint-Germain de Saint-Germain-de-la-Coudre                    |
| Église Saint-Germain-d'Auxerre de Saint-Germain-des-Grois                                | Saint-Germain-des-Grois          |         | 48° 23′ 55″ nord, 0° 49′ 47″ est   |                |                                                                                                  |             | Église Saint-Germain-d'Auxerre de Saint-Germain-des-Grois             |
| Église Saint-Germain-d'Auxerre de Saint-Germain-du-Corbéis                               | Saint-Germain-du-Corbéis         |         | 48° 25′ 28″ nord, 0° 03′ 42″ est   |                |                                                                                                  |             | Église Saint-Germain-d'Auxerre de Saint-Germain-du-Corbéis            |
| Église Saint-Germain de Saint-Germain-le-Vieux                                           | Saint-Germain-le-Vieux           |         | 48° 36′ 40″ nord, 0° 18′ 53″ est   |                |                                                                                                  |             | Église Saint-Germain de Saint-Germain-le-Vieux                        |
| Église Saint-Gervais de Saint-Gervais-des-Sablons                                        | Saint-Gervais-des-Sablons        |         | 48° 54′ 11″ nord, 0° 04′ 36″ est   | « IA00001410 » |                                                                                                  |             | Église Saint-Gervais de Saint-Gervais-des-Sablons                     |
| Église Saint-Gervais-et-Saint-Protais de Saint-Gervais-du-Perron                         | Saint-Gervais-du-Perron          |         | 48° 32′ 04″ nord, 0° 08′ 53″ est   |                |                                                                                                  |             | Église Saint-Gervais-et-Saint-Protais de Saint-Gervais-du-Perron      |
| Église Saint-Gilles de Saint-Gilles-des-Marais                                           | Saint-Gilles-des-Marais          |         | 48° 34′ 59″ nord, 0° 41′ 36″ ouest |                |                                                                                                  |             | Église Saint-Gilles de Saint-Gilles-des-Marais                        |
| Église Saint-Hilaire de Saint-Hilaire-de-Briouze                                         | Saint-Hilaire-de-Briouze         |         | 48° 42′ 20″ nord, 0° 19′ 30″ ouest |                |                                                                                                  |             | Église Saint-Hilaire de Saint-Hilaire-de-Briouze                      |
| Église Saint-Hilaire de Saint-Hilaire-le-Châtel                                          | Saint-Hilaire-le-Châtel          |         | 48° 33′ 50″ nord, 0° 31′ 44″ est   |                |                                                                                                  |             | Église Saint-Hilaire de Saint-Hilaire-le-Châtel                       |
| Église Saint-Hilaire de Saint-Hilaire-sur-Erre                                           | Saint-Hilaire-sur-Erre           |         | 48° 18′ 47″ nord, 0° 44′ 20″ est   |                |                                                                                                  |             | Église Saint-Hilaire de Saint-Hilaire-sur-Erre                        |
| Église Saint-Hilaire de Saint-Hilaire-sur-Risle                                          | Saint-Hilaire-sur-Risle          |         | 48° 43′ 59″ nord, 0° 29′ 44″ est   |                |                                                                                                  |             | Église Saint-Hilaire de Saint-Hilaire-sur-Risle                       |
| Église Saint-Jouin de Saint-Jouin-de-Blavou                                              | Saint-Jouin-de-Blavou            |         | 48° 27′ 08″ nord, 0° 28′ 26″ est   |                |                                                                                                  |             | Image manquante Téléverser                                            |
| Église Saint-Julien de Saint-Julien-sur-Sarthe                                           | Saint-Julien-sur-Sarthe          |         | 48° 29′ 28″ nord, 0° 21′ 26″ est   |                |                                                                                                  |             | Église Saint-Julien de Saint-Julien-sur-Sarthe                        |
| Église Saint-Lambert de Saint-Lambert-sur-Dive                                           | Saint-Lambert-sur-Dive           |         | 48° 48′ 59″ nord, 0° 04′ 32″ est   | « PA00110928 » | Inscrit MH Clocher                                                                               | 1948        | Église Saint-Lambert de Saint-Lambert-sur-Dive                        |
| Église Saint-Langis de Saint-Langis-lès-Mortagne                                         | Saint-Langis-lès-Mortagne        |         | 48° 30′ 44″ nord, 0° 32′ 13″ est   |                |                                                                                                  |             | Image manquante Téléverser                                            |
| Église Saint-Léger de Saint-Léger-sur-Sarthe                                             | Saint-Léger-sur-Sarthe           |         | 48° 30′ 14″ nord, 0° 20′ 28″ est   |                |                                                                                                  |             | Église Saint-Léger de Saint-Léger-sur-Sarthe                          |
| Église Saint-Léonard de Saint-Léonard-des-Parcs                                          | Saint-Léonard-des-Parcs          |         | 48° 38′ 33″ nord, 0° 17′ 09″ est   |                |                                                                                                  |             | Église Saint-Léonard de Saint-Léonard-des-Parcs                       |
| Église Saint-Médard de Saint-Mard-de-Réno                                                | Saint-Mard-de-Réno               |         | 48° 30′ 35″ nord, 0° 38′ 00″ est   | « PA61000014 » | Inscrit MH                                                                                       | 1998        | Église Saint-Médard de Saint-Mard-de-Réno                             |
| Église Saint-Médard de Saint-Mars-d'Égrenne                                              | Saint-Mars-d'Égrenne             |         | 48° 33′ 36″ nord, 0° 43′ 48″ ouest |                |                                                                                                  |             | Église Saint-Médard de Saint-Mars-d'Égrenne                           |
| Église Saint-Martin de Saint-Martin-d'Écublei                                            | Saint-Martin-d'Écublei           |         | 48° 47′ 25″ nord, 0° 40′ 43″ est   |                |                                                                                                  |             | Église Saint-Martin de Saint-Martin-d'Écublei                         |
| Église Saint-Martin de Saint-Martin-des-Landes                                           | Saint-Martin-des-Landes          |         | 48° 32′ 51″ nord, 0° 08′ 15″ ouest |                |                                                                                                  |             | Église Saint-Martin de Saint-Martin-des-Landes                        |
| Église Saint-Martin de Saint-Martin-des-Pézerits                                         | Saint-Martin-des-Pézerits        |         | 48° 38′ 01″ nord, 0° 29′ 12″ est   |                |                                                                                                  |             | Église Saint-Martin de Saint-Martin-des-Pézerits                      |
| Église Saint-Martin de Saint-Martin-du-Vieux-Bellême                                     | Saint-Martin-du-Vieux-Bellême    |         | 48° 22′ 56″ nord, 0° 32′ 39″ est   |                |                                                                                                  |             | Église Saint-Martin de Saint-Martin-du-Vieux-Bellême                  |
| Église Saint-Martin de Saint-Martin-l'Aiguillon                                          | Saint-Martin-l'Aiguillon         |         | 48° 36′ 59″ nord, 0° 10′ 31″ ouest |                |                                                                                                  |             | Église Saint-Martin de Saint-Martin-l'Aiguillon                       |
| Église Saint-Michel de Saint-Michel-Tubœuf                                               | Saint-Michel-Tubœuf              |         | 48° 45′ 11″ nord, 0° 41′ 20″ est   |                |                                                                                                  |             | Église Saint-Michel de Saint-Michel-Tubœuf                            |
| Église Saint-Léonard de Tubœuf                                                           | Saint-Michel-Tubœuf              |         | 48° 44′ 33″ nord, 0° 42′ 36″ est   |                |                                                                                                  |             | Image manquante Téléverser                                            |
| Église Saint-Nicolas de Saint-Nicolas-de-Sommaire                                        | Saint-Nicolas-de-Sommaire        |         | 48° 48′ 47″ nord, 0° 36′ 29″ est   |                |                                                                                                  |             | Image manquante Téléverser                                            |
| Église Saint-Nicolas de Saint-Nicolas-des-Bois                                           | Saint-Nicolas-des-Bois           |         | 48° 45′ 22″ nord, 1° 11′ 36″ ouest |                |                                                                                                  |             | Église Saint-Nicolas de Saint-Nicolas-des-Bois                        |
| Église Saint-Ouen de Saint-Ouen-de-Sécherouvre                                           | Saint-Ouen-de-Sécherouvre        |         | 48° 36′ 01″ nord, 0° 29′ 22″ est   |                |                                                                                                  |             | Image manquante Téléverser                                            |
| Église Saint-Ouen de Saint-Ouen-le-Brisoult                                              | Saint-Ouen-le-Brisoult           |         | 48° 30′ 36″ nord, 0° 20′ 22″ ouest |                |                                                                                                  |             | Église Saint-Ouen de Saint-Ouen-le-Brisoult                           |
| Église Saint-Ouen de Saint-Ouen-sur-Iton                                                 | Saint-Ouen-sur-Iton              |         | 48° 44′ 04″ nord, 0° 41′ 42″ est   |                |                                                                                                  |             | Image manquante Téléverser                                            |
| Église Saint-Patrice de Saint-Patrice-du-Désert                                          | Saint-Patrice-du-Désert          |         | 48° 32′ 30″ nord, 0° 18′ 05″ ouest |                |                                                                                                  |             | Église Saint-Patrice de Saint-Patrice-du-Désert                       |
| Église Saint-Paul de Saint-Paul (Orne)                                                   | Saint-Paul                       |         | 48° 44′ 34″ nord, 0° 37′ 58″ ouest |                |                                                                                                  |             | Église Saint-Paul de Saint-Paul (Orne)                                |
| Église Saint-Philbert de Saint-Philbert-sur-Orne                                         | Saint-Philbert-sur-Orne          |         | 48° 50′ 29″ nord, 0° 23′ 03″ ouest |                |                                                                                                  |             | Église Saint-Philbert de Saint-Philbert-sur-Orne                      |
| Église Saint-Pierre de Saint-Pierre-d'Entremont                                          | Saint-Pierre-d'Entremont         |         | 48° 48′ 35″ nord, 0° 39′ 00″ ouest |                |                                                                                                  |             | Église Saint-Pierre de Saint-Pierre-d'Entremont                       |
| Église Saint-Pierre de Saint-Pierre-des-Loges                                            | Saint-Pierre-des-Loges           |         | 48° 45′ 00″ nord, 0° 28′ 19″ est   |                |                                                                                                  |             | Église Saint-Pierre de Saint-Pierre-des-Loges                         |
| Église Saint-Pierre de Saint-Pierre-du-Regard                                            | Saint-Pierre-du-Regard           |         | 48° 50′ 33″ nord, 0° 32′ 53″ ouest | « EA61000010 » |                                                                                                  |             | Image manquante Téléverser                                            |
| Église Saint-Pierre de Saint-Pierre-la-Bruyère                                           | Saint-Pierre-la-Bruyère          |         | 48° 21′ 49″ nord, 0° 48′ 18″ est   |                |                                                                                                  |             | Église Saint-Pierre de Saint-Pierre-la-Bruyère                        |
| Église Saint-Quentin de Saint-Quentin-de-Blavou                                          | Saint-Quentin-de-Blavou          |         | 48° 28′ 09″ nord, 0° 25′ 07″ est   |                |                                                                                                  |             | Église Saint-Quentin de Saint-Quentin-de-Blavou                       |
| Église Saint-Quentin de Saint-Quentin-les-Chardonnets                                    | Saint-Quentin-les-Chardonnets    |         | 48° 47′ 04″ nord, 0° 45′ 36″ ouest |                |                                                                                                  |             | Église Saint-Quentin de Saint-Quentin-les-Chardonnets                 |
| Église Saint-Roch de Saint-Roch-sur-Égrenne                                              | Saint-Roch-sur-Égrenne           |         | 48° 34′ 34″ nord, 0° 44′ 46″ ouest |                |                                                                                                  |             | Église Saint-Roch de Saint-Roch-sur-Égrenne                           |
| Église Saint-Sauveur de Saint-Sauveur-de-Carrouges                                       | Saint-Sauveur-de-Carrouges       |         | 48° 35′ 10″ nord, 0° 06′ 31″ ouest |                |                                                                                                  |             | Église Saint-Sauveur de Saint-Sauveur-de-Carrouges                    |
| Église Saint-Sulpice de Saint-Sulpice-sur-Risle                                          | Saint-Sulpice-sur-Risle          |         | 48° 46′ 49″ nord, 0° 39′ 26″ est   | « PA00110937 » | Inscrit MH                                                                                       | 1988        | Église Saint-Sulpice de Saint-Sulpice-sur-Risle                       |
| Église Saint-Symphorien de Saint-Symphorien-des-Bruyères                                 | Saint-Symphorien-des-Bruyères    |         | 48° 47′ 19″ nord, 0° 35′ 02″ est   | « PA00110938 » | Inscrit MH                                                                                       | 1926        | Église Saint-Symphorien de Saint-Symphorien-des-Bruyères              |
| Église Sainte-Céronne de Sainte-Céronne-lès-Mortagne                                     | Sainte-Céronne-lès-Mortagne      |         | 48° 34′ 04″ nord, 0° 32′ 00″ est   | « PA00110911 » | Classé MH                                                                                        | 1975        | Église Sainte-Céronne de Sainte-Céronne-lès-Mortagne                  |
| Église Sainte-Gauburge de Sainte-Gauburge-Sainte-Colombe                                 | Sainte-Gauburge-Sainte-Colombe   |         | 48° 42′ 50″ nord, 0° 25′ 45″ est   | « IA00134868 » |                                                                                                  |             | Église Sainte-Gauburge de Sainte-Gauburge-Sainte-Colombe              |
| Église Sainte-Honorine de Sainte-Honorine-la-Chardonne                                   | Sainte-Honorine-la-Chardonne     |         | 48° 49′ 28″ nord, 0° 29′ 05″ ouest |                |                                                                                                  |             | Église Sainte-Honorine de Sainte-Honorine-la-Chardonne                |
| Église Sainte-Honorine de Sainte-Honorine-la-Guillaume                                   | Sainte-Honorine-la-Guillaume     |         | 48° 46′ 52″ nord, 0° 22′ 43″ ouest |                |                                                                                                  |             | Image manquante Téléverser                                            |
| Église Sainte-Marguerite de Sainte-Marguerite-de-Carrouges                               | Sainte-Marguerite-de-Carrouges   |         | 48° 35′ 03″ nord, 0° 09′ 14″ ouest | « PA00110929 » | Inscrit MH                                                                                       | 1978        | Église Sainte-Marguerite de Sainte-Marguerite-de-Carrouges            |
| Église Sainte-Marie de Sainte-Marie-la-Robert                                            | Sainte-Marie-la-Robert           |         | 48° 37′ 23″ nord, 0° 09′ 27″ ouest |                |                                                                                                  |             | Église Sainte-Marie de Sainte-Marie-la-Robert                         |
| Église Sainte-Opportune de Sainte-Opportune                                              | Sainte-Opportune                 |         | 48° 44′ 34″ nord, 0° 25′ 00″ ouest |                |                                                                                                  |             | Église Sainte-Opportune de Sainte-Opportune                           |
| Église Sainte-Scolasse de Sainte-Scolasse-sur-Sarthe                                     | Sainte-Scolasse-sur-Sarthe       |         | 48° 34′ 35″ nord, 0° 23′ 37″ est   |                |                                                                                                  |             | Église Sainte-Scolasse de Sainte-Scolasse-sur-Sarthe                  |
| Église Saint-Patrice de Saires-la-Verrerie                                               | Saires-la-Verrerie               |         | 48° 41′ 09″ nord, 0° 29′ 49″ ouest |                |                                                                                                  |             | Église Saint-Patrice de Saires-la-Verrerie                            |
| Église Saint-Pierre du Sap                                                               | Sap-en-Auge                      |         | 48° 53′ 40″ nord, 0° 20′ 24″ est   | « PA00110940 » | Inscrit MH Façades et toitures                                                                   | 1979        | Église Saint-Pierre du Sap                                            |
| Église Saint-Brice d'Orville                                                             | Sap-en-Auge                      |         | 48° 53′ 25″ nord, 0° 16′ 18″ est   | « IA00120119 » |                                                                                                  |             | Église Saint-Brice d'Orville                                          |
| Église Saint-Martin de Sarceaux                                                          | Sarceaux                         |         | 48° 43′ 05″ nord, 0° 02′ 26″ ouest |                |                                                                                                  |             | Image manquante Téléverser                                            |
| Église Saint-Hilaire de Semallé                                                          | Semallé                          |         | 48° 28′ 31″ nord, 0° 09′ 01″ est   |                |                                                                                                  |             | Église Saint-Hilaire de Semallé                                       |
| Église Notre-Dame de Sevrai                                                              | Sevrai                           |         | 48° 42′ 14″ nord, 0° 08′ 19″ ouest |                |                                                                                                  |             | Image manquante Téléverser                                            |
| Église Saint-Germain-d'Auxerre de Soligny-la-Trappe                                      | Soligny-la-Trappe                |         | 48° 36′ 51″ nord, 0° 32′ 04″ est   |                |                                                                                                  |             | Église Saint-Germain-d'Auxerre de Soligny-la-Trappe                   |
| Église Notre-Dame-de-la-Trappe de Soligny-la-Trappe                                      | Soligny-la-Trappe                |         | 48° 38′ 14″ nord, 0° 34′ 25″ est   |                |                                                                                                  |             | Image manquante Téléverser                                            |
| Église Saint-Martin de Suré                                                              | Suré                             |         | 48° 22′ 08″ nord, 0° 23′ 52″ est   |                |                                                                                                  |             | Église Saint-Martin de Suré                                           |
| Cathédrale Notre-Dame de Sées                                                            | Sées                             |         | 48° 36′ 19″ nord, 0° 10′ 23″ est   | « PA00110943 » | Classé MH                                                                                        | 1875        | Cathédrale Notre-Dame de Sées                                         |
| Basilique de l'Immaculée-Conception de Sées                                              | Sées                             |         | 48° 36′ 26″ nord, 0° 10′ 12″ est   | « PA61000050 » | Inscrit MH                                                                                       | 2006        | Basilique de l'Immaculée-Conception de Sées                           |
| Église Notre-Dame du Vivier                                                              | Sées                             |         | 48° 36′ 14″ nord, 0° 10′ 22″ est   | « PA00110945 » | Inscrit MH                                                                                       | 1975        | Image manquante Téléverser                                            |
| Église Notre-Dame-de-la-Place de Sées                                                    | Sées                             |         | 48° 36′ 05″ nord, 0° 10′ 34″ est   |                |                                                                                                  |             | Image manquante Téléverser                                            |
| Église Saint-Laurent de Saint-Laurent (Orne)                                             | Sées                             |         | 48° 36′ 14″ nord, 0° 08′ 34″ est   |                |                                                                                                  |             | Image manquante Téléverser                                            |
| Église Saint-Pierre de Sées                                                              | Sées                             |         | 48° 36′ 07″ nord, 0° 10′ 16″ est   |                |                                                                                                  |             | Église Saint-Pierre de Sées                                           |
| Église Saint-Brice de Sévigny                                                            | Sévigny                          |         | 48° 46′ 51″ nord, 0° 01′ 01″ ouest |                |                                                                                                  |             | Église Saint-Brice de Sévigny                                         |
| Église Saint-Pierre de Tanques                                                           | Tanques                          |         | 48° 41′ 14″ nord, 0° 04′ 20″ ouest |                |                                                                                                  |             | Église Saint-Pierre de Tanques                                        |
| Église Saint-Martin de Tanville                                                          | Tanville                         |         | 48° 34′ 05″ nord, 0° 00′ 06″ est   |                |                                                                                                  |             | Image manquante Téléverser                                            |
| Église Notre-Dame de Tellières-le-Plessis                                                | Tellières-le-Plessis             |         | 48° 37′ 35″ nord, 0° 23′ 28″ est   |                |                                                                                                  |             | Église Notre-Dame de Tellières-le-Plessis                             |
| Église Saint-Germain de Tessé-Froulay                                                    | Tessé-Froulay                    |         | 48° 31′ 37″ nord, 0° 25′ 53″ ouest |                |                                                                                                  |             | Église Saint-Germain de Tessé-Froulay                                 |
| Église Saint-Pierre de Ticheville                                                        | Ticheville                       |         | 48° 54′ 30″ nord, 0° 15′ 50″ est   | « IA00120030 » |                                                                                                  |             | Église Saint-Pierre de Ticheville                                     |
| Église Notre-Dame d'Yvrandes                                                             | Tinchebray-Bocage                |         | 48° 43′ 09″ nord, 0° 45′ 00″ ouest | « PA00110972 » | Inscrit MH                                                                                       | 1926        | Église Notre-Dame d'Yvrandes                                          |
| Église Notre-Dame des Montiers                                                           | Tinchebray-Bocage                |         | 48° 45′ 32″ nord, 0° 44′ 00″ ouest | « PA00110957 » | Classé MH                                                                                        | 1985        | Église Notre-Dame des Montiers                                        |
| Église Notre-Dame de Frênes                                                              | Tinchebray-Bocage                |         | 48° 47′ 06″ nord, 0° 40′ 54″ ouest |                |                                                                                                  |             | Image manquante Téléverser                                            |
| Église Notre-Dame de Larchamp                                                            | Tinchebray-Bocage                |         | 48° 41′ 41″ nord, 0° 40′ 59″ ouest |                |                                                                                                  |             | Église Notre-Dame de Larchamp                                         |
| Église Saint-Cornier de Saint-Cornier-des-Landes                                         | Tinchebray-Bocage                |         | 48° 43′ 04″ nord, 0° 43′ 06″ ouest |                |                                                                                                  |             | Église Saint-Cornier de Saint-Cornier-des-Landes                      |
| Église Saint-Jean de Saint-Jean-des-Bois                                                 | Tinchebray-Bocage                |         | 48° 43′ 18″ nord, 0° 47′ 33″ ouest |                |                                                                                                  |             | Église Saint-Jean de Saint-Jean-des-Bois                              |
| Église Saint-Pierre de Beauchêne                                                         | Tinchebray-Bocage                |         | 48° 40′ 45″ nord, 0° 43′ 30″ ouest |                |                                                                                                  |             | Église Saint-Pierre de Beauchêne                                      |
| Église Saint-Pierre-et-Saint-Paul de Tinchebray                                          | Tinchebray-Bocage                |         | 48° 45′ 51″ nord, 0° 43′ 47″ ouest |                |                                                                                                  |             | Église Saint-Pierre-et-Saint-Paul de Tinchebray                       |
| Église Notre-Dame de Torchamp                                                            | Torchamp                         |         | 48° 32′ 50″ nord, 0° 41′ 55″ ouest |                |                                                                                                  |             | Église Notre-Dame de Torchamp                                         |
| Église Notre-Dame de Touquettes                                                          | Touquettes                       |         | 48° 47′ 51″ nord, 0° 25′ 24″ est   |                |                                                                                                  |             | Église Notre-Dame de Touquettes                                       |
| Église Saint-Paterne de Tournai-sur-Dive                                                 | Tournai-sur-Dive                 |         | 48° 48′ 49″ nord, 0° 02′ 40″ est   | « IA00001434 » |                                                                                                  |             | Église Saint-Paterne de Tournai-sur-Dive                              |
| Église Notre-Dame d'Autheuil                                                             | Tourouvre au Perche              |         | 48° 34′ 21″ nord, 0° 40′ 14″ est   | « PA00110735 » | Classé MH                                                                                        | 1875        | Église Notre-Dame d'Autheuil                                          |
| Église Saint-Évroult de Champs                                                           | Tourouvre au Perche              |         | 48° 35′ 06″ nord, 0° 33′ 18″ est   | « PA00110768 » | Classé MH                                                                                        | 1965        | Église Saint-Évroult de Champs                                        |
| Église Saint-Aubin de Tourouvre                                                          | Tourouvre au Perche              |         | 48° 35′ 26″ nord, 0° 39′ 07″ est   | « PA00110991 » | Inscrit MH                                                                                       | 1991        | Église Saint-Aubin de Tourouvre                                       |
| Église Saint-Pierre de Bivilliers                                                        | Tourouvre au Perche              |         | 48° 34′ 47″ nord, 0° 37′ 06″ est   | « PA61000051 » | Inscrit MH                                                                                       | 2006        | Église Saint-Pierre de Bivilliers                                     |
| Église Notre-Dame-de-la-Nativité de Lignerolles                                          | Tourouvre au Perche              |         | 48° 35′ 27″ nord, 0° 35′ 02″ est   |                |                                                                                                  |             | Église Notre-Dame-de-la-Nativité de Lignerolles                       |
| Église Saint-Jacques de Prépotin                                                         | Tourouvre au Perche              |         | 48° 36′ 48″ nord, 0° 34′ 37″ est   |                |                                                                                                  |             | Église Saint-Jacques de Prépotin                                      |
| Église Saint-Malo de Randonnai                                                           | Tourouvre au Perche              |         | 48° 39′ 01″ nord, 0° 40′ 34″ est   |                |                                                                                                  |             | Image manquante Téléverser                                            |
| Église Saint-Michel de Bubertré                                                          | Tourouvre au Perche              |         | 48° 35′ 48″ nord, 0° 36′ 02″ est   |                |                                                                                                  |             | Église Saint-Michel de Bubertré                                       |
| Église Saint-Pierre de Bresolettes                                                       | Tourouvre au Perche              |         | 48° 37′ 47″ nord, 0° 37′ 37″ est   |                |                                                                                                  |             | Église Saint-Pierre de Bresolettes                                    |
| Église Saint-Pierre de La Poterie-au-Perche                                              | Tourouvre au Perche              |         | 48° 37′ 36″ nord, 0° 43′ 12″ est   |                |                                                                                                  |             | Église Saint-Pierre de La Poterie-au-Perche                           |
| Église Saint-Pierre-et-Saint-Paul de Trun                                                | Trun                             |         | 48° 50′ 32″ nord, 0° 01′ 49″ est   | « IA00001438 » |                                                                                                  |             | Église Saint-Pierre-et-Saint-Paul de Trun                             |
| Église Saint-Pierre de Trémont                                                           | Trémont                          |         | 48° 36′ 05″ nord, 0° 16′ 26″ est   |                |                                                                                                  |             | Église Saint-Pierre de Trémont                                        |
| Église Notre-Dame-de-l'Assomption du Theil                                               | Val-au-Perche                    |         | 48° 15′ 52″ nord, 0° 41′ 23″ est   | « PA00110955 » | Inscrit MH                                                                                       | 1975        | Église Notre-Dame-de-l'Assomption du Theil                            |
| Église Saint-Martin de Mâle                                                              | Val-au-Perche                    |         | 48° 16′ 17″ nord, 0° 44′ 17″ est   | « PA00110993 » | Inscrit MH                                                                                       | 1991        | Église Saint-Martin de Mâle                                           |
| Église Saint-Martin de Gémages                                                           | Val-au-Perche                    |         | 48° 17′ 38″ nord, 0° 36′ 58″ est   | « PA61000022 » | Inscrit MH                                                                                       | 2000        | Église Saint-Martin de Gémages                                        |
| Église de la Sainte-Trinité de L'Hermitière                                              | Val-au-Perche                    |         | 48° 16′ 52″ nord, 0° 38′ 40″ est   |                |                                                                                                  |             | Église de la Sainte-Trinité de L'Hermitière                           |
| Église Saint-Agnan de Saint-Agnan-sur-Erre                                               | Val-au-Perche                    |         | 48° 19′ 10″ nord, 0° 43′ 34″ est   |                |                                                                                                  |             | Église Saint-Agnan de Saint-Agnan-sur-Erre                            |
| Église Saint-Rémy de La Rouge                                                            | Val-au-Perche                    |         | 48° 17′ 10″ nord, 0° 42′ 27″ est   |                |                                                                                                  |             | Église Saint-Rémy de La Rouge                                         |
| Église Saint-Sulpice de Valframbert                                                      | Valframbert                      |         | 48° 27′ 53″ nord, 0° 06′ 27″ est   |                |                                                                                                  |             | Église Saint-Sulpice de Valframbert                                   |
| Église Saint-Jacques de Vaunoise                                                         | Vaunoise                         |         | 48° 21′ 24″ nord, 0° 29′ 09″ est   | « IA00001558 » |                                                                                                  |             | Église Saint-Jacques de Vaunoise                                      |
| Église Saint-Ouen de Verrières                                                           | Verrières                        |         | 48° 23′ 30″ nord, 0° 45′ 44″ est   | « PA00110965 » | Inscrit MH                                                                                       | 1975        | Église Saint-Ouen de Verrières                                        |
| Église Saint-Jacques de Vidai                                                            | Vidai                            |         | 48° 27′ 26″ nord, 0° 22′ 54″ est   |                |                                                                                                  |             | Église Saint-Jacques de Vidai                                         |
| Église Saint-Hilaire de Vieux-Pont                                                       | Vieux-Pont                       |         | 48° 39′ 04″ nord, 0° 08′ 36″ ouest |                |                                                                                                  |             | Église Saint-Hilaire de Vieux-Pont                                    |
| Église Saint-Jean-Baptiste de Villedieu-lès-Bailleul                                     | Villedieu-lès-Bailleul           |         | 48° 48′ 46″ nord, 0° 01′ 18″ est   |                |                                                                                                  |             | Église Saint-Jean-Baptiste de Villedieu-lès-Bailleul                  |
| Église Saint-Prix de Villiers-sous-Mortagne                                              | Villiers-sous-Mortagne           |         | 48° 32′ 22″ nord, 0° 35′ 36″ est   |                |                                                                                                  |             | Église Saint-Prix de Villiers-sous-Mortagne                           |
| Église Saint-Denis du Pont de Vie                                                        | Vimoutiers                       |         | 48° 54′ 43″ nord, 0° 11′ 28″ est   | « IA00120210 » |                                                                                                  |             | Image manquante Téléverser                                            |
| Église Notre-Dame-de-l'Assomption de Vimoutiers                                          | Vimoutiers                       |         | 48° 55′ 45″ nord, 0° 11′ 48″ est   |                |                                                                                                  |             | Église Notre-Dame-de-l'Assomption de Vimoutiers                       |
| Église Notre-Dame de Vimoutiers                                                          | Vimoutiers                       |         | 48° 55′ 45″ nord, 0° 11′ 48″ est   | « IA00120172 » |                                                                                                  |             | Image manquante Téléverser                                            |
| Église Saint-Pierre-Saint-Paul de Vitrai-sous-Laigle                                     | Vitrai-sous-Laigle               |         | 48° 42′ 57″ nord, 0° 42′ 32″ est   |                |                                                                                                  |             | Église Saint-Pierre-Saint-Paul de Vitrai-sous-Laigle                  |
| Église Notre-Dame d'Échalou                                                              | Échalou                          |         | 48° 43′ 38″ nord, 0° 29′ 36″ ouest |                |                                                                                                  |             | Église Notre-Dame d'Échalou                                           |
| Église Saint-André d'Échauffour                                                          | Échauffour                       |         | 48° 44′ 25″ nord, 0° 23′ 13″ est   | « IA00134739 » |                                                                                                  |             | Église Saint-André d'Échauffour                                       |
| Église Saint-Germain de Saint-Germain (Orne)                                             | Échauffour                       |         | 48° 44′ 51″ nord, 0° 25′ 18″ est   |                |                                                                                                  |             | Image manquante Téléverser                                            |
| Église Saint-Michel d'Écorcei                                                            | Écorcei                          |         | 48° 43′ 13″ nord, 0° 34′ 46″ est   |                |                                                                                                  |             | Église Saint-Michel d'Écorcei                                         |
| Église Saint-Saturnin des Ligneries                                                      | Écorches                         |         | 48° 52′ 36″ nord, 0° 06′ 41″ est   | « PA00110797 » | Inscrit MH                                                                                       | 1948        | Église Saint-Saturnin des Ligneries                                   |
| Église Saint-Agnan d'Écorches                                                            | Écorches                         |         | 48° 52′ 01″ nord, 0° 05′ 32″ est   | « IA00001339 » |                                                                                                  |             | Église Saint-Agnan d'Écorches                                         |
| Église Notre-Dame d'Écouché                                                              | Écouché-les-Vallées              |         | 48° 43′ 04″ nord, 0° 07′ 33″ ouest | « PA00110798 » | Classé MH                                                                                        | 1907        | Église Notre-Dame d'Écouché                                           |
| Église Saint-Brice de Loucé                                                              | Écouché-les-Vallées              |         | 48° 42′ 12″ nord, 0° 06′ 08″ ouest | « PA00110983 » | Inscrit MH                                                                                       | 1990        | Image manquante Téléverser                                            |
| Église Saint-Martin de Fontenai-sur-Orne                                                 | Écouché-les-Vallées              |         | 48° 43′ 24″ nord, 0° 04′ 12″ ouest |                |                                                                                                  |             | Église Saint-Martin de Fontenai-sur-Orne                              |
| Église Notre-Dame de Mesnil Glaise                                                       | Écouché-les-Vallées              |         | 48° 44′ 33″ nord, 0° 10′ 32″ ouest |                |                                                                                                  |             | Image manquante Téléverser                                            |
| Église Saint-Martin de Batilly                                                           | Écouché-les-Vallées              |         | 48° 43′ 13″ nord, 0° 11′ 04″ ouest |                |                                                                                                  |             | Église Saint-Martin de Batilly                                        |
| Église Saint-Martin de La Courbe                                                         | Écouché-les-Vallées              |         | 48° 44′ 42″ nord, 0° 11′ 16″ ouest |                |                                                                                                  |             | Église Saint-Martin de La Courbe                                      |
| Église Saint-Ouen de Saint-Ouen-sur-Maire                                                | Écouché-les-Vallées              |         | 48° 42′ 16″ nord, 0° 10′ 46″ ouest |                |                                                                                                  |             | Image manquante Téléverser                                            |
| Église Saint-Sulpice de Serans                                                           | Écouché-les-Vallées              |         | 48° 43′ 17″ nord, 0° 08′ 25″ ouest |                |                                                                                                  |             | Église Saint-Sulpice de Serans                                        |
| Église de la Nativité-de-Notre-Dame de Forges                                            | Écouves                          |         | 48° 29′ 52″ nord, 0° 07′ 05″ est   |                |                                                                                                  |             | Image manquante Téléverser                                            |
| Église Notre-Dame-de-l'Assomption de Vingt-Hanaps                                        | Écouves                          |         | 48° 31′ 22″ nord, 0° 08′ 15″ est   |                |                                                                                                  |             | Image manquante Téléverser                                            |
| Église Saint-Martin d'Écouves                                                            | Écouves                          |         | 48° 30′ 12″ nord, 0° 06′ 07″ est   |                |                                                                                                  |             | Église Saint-Martin d'Écouves                                         |